# Symbolique du cheval
Vous lisez un « article de qualité » labellisé en 2011.

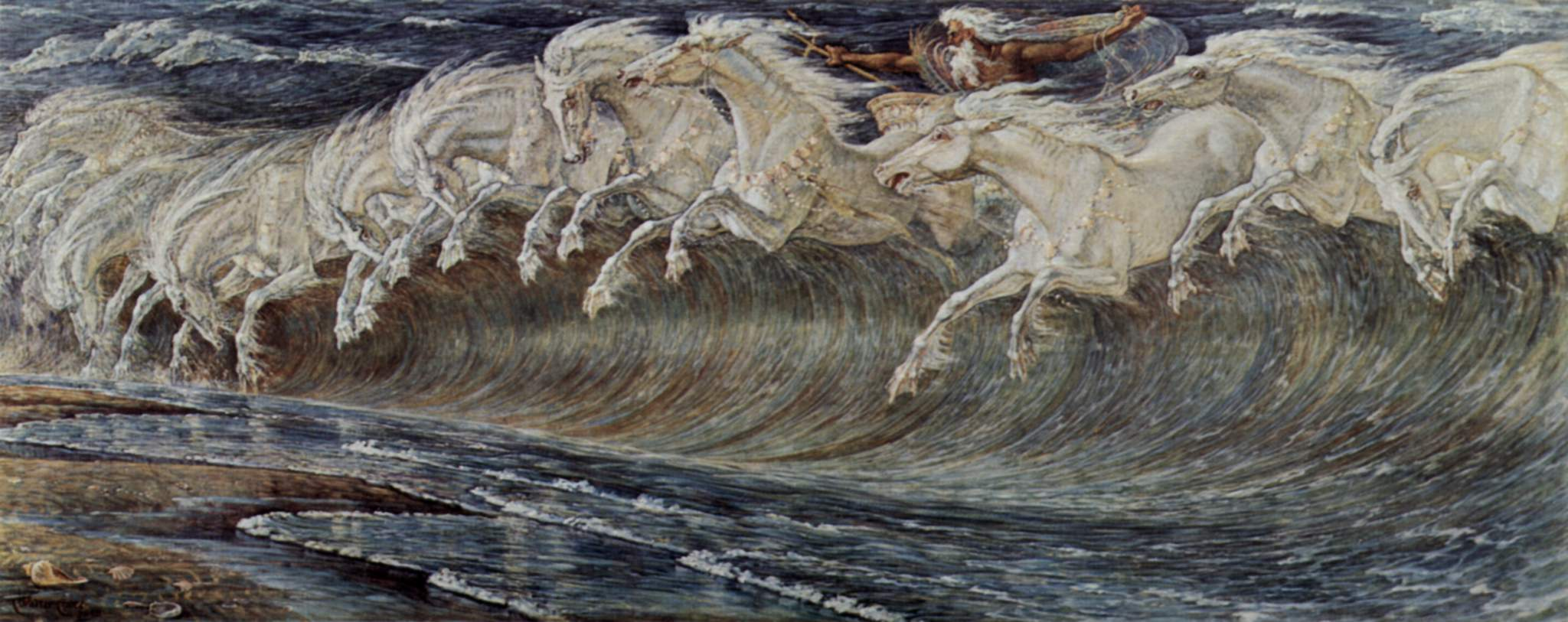
Les chevaux de Neptune, illustration de Walter Crane, 1893.

La symbolique du cheval est l'étude de la représentation du cheval dans la mythologie, les religions, le folklore populaire, l'art, la littérature et la psychanalyse en tant que symbole, dans sa capacité à désigner, à signifier un concept abstrait, au-delà de la réalité physique de l’animal quadrupède. De nombreux rôles et des dons magiques s'associent au cheval à toutes les époques et dans toutes les régions du monde où des populations humaines se sont trouvées en contact avec lui, faisant du cheval l'animal le plus symboliquement chargé, avec le serpent.
Les chevaux mythiques et légendaires possèdent souvent des pouvoirs merveilleux comme celui de parler, de traverser les eaux, de se rendre dans l'Autre Monde, les enfers et le ciel, ou de porter un nombre infini de personnes sur leur dos. Ils peuvent être aussi bons et ouraniens que mauvais et chtoniens. À travers le « mythe du centaure », exprimé dans la plupart des histoires mettant un cheval en scène, le cavalier cherche à faire corps avec sa monture en alliant l'instinct animal à l'intelligence humaine.
Le cheval a surtout une fonction de véhicule ; c'est pourquoi il est devenu un animal chamanique et psychopompe, chargé d'accompagner les hommes dans tous leurs voyages. Allié loyal du héros dans les épopées, compagnon d'aventures infatigable du cow-boy, il est devenu un symbole de guerre et de domination politique au fil de l'Histoire, s'est fait maléfique par son association au cauchemar et aux démons, ou encore symbole érotique à travers l'ambiguïté de la chevauchée. Le cheval est familier des éléments, surtout de l'eau dont est issu le cheval aquatique connu des pays celtiques. L'air a donné le cheval ailé, connu tant en Grèce qu'en Chine ou en Afrique.
La littérature, les jeux de rôle et le cinéma ont repris ces perceptions symboliques du cheval.

## Origines et déploiements de la perception symbolique
Le cheval pourrait avoir eu très tôt une place symbolique de premier plan puisqu'il est l'animal le plus représenté dans l'art préhistorique, privilégié depuis le XXXVe millénaire av. J.-C., bien avant sa domestication. Représenter le cheval davantage que d'autres animaux tout aussi (sinon plus) abondants était déjà un choix pour les hommes préhistoriques. En l'absence de preuves concrètes expliquant ce choix, toutes les interprétations restent possibles, du symbole de pouvoir (selon l'exposition Le cheval, symbole de pouvoirs dans l’Europe préhistorique) à l'animal chamanique (selon la théorie de Jean Clottes reprise par Marc-André Wagner). Le cheval devient aussi un ancêtre totémique, plus ou moins divinisé.
Le symbolisme du cheval est complexe et multiple. Il n'est pas clairement défini puisque les auteurs attribuent des significations très diverses à cet animal, sans qu'une ne semble se détacher par rapport aux autres,. Il connait tous types de rôles et de symbolismes, bénéfiques comme maléfiques, dans les histoires qui lui sont liées : monture dynamique et impulsive, il est associé à tous les points cardinaux, à chacun des quatre éléments, aux figures maternelles (Carl Gustav Jung voit dans le cheval l'un des archétypes de la mère, parce qu'il porte son cavalier tout comme la mère porte son enfant, « offre un contact doux et rythmique, et valorise son cavalier ») et paternelles (à l'inverse, Sigmund Freud relève un cas où le cheval est l'image du père castrateur), au soleil comme à la lune, à la vie comme à la mort, au monde chtonien comme ouranien. Dans sa plus lointaine perception symbolique, le cheval était inquiétant et chtonien, il s'est plus tard associé au soleil du fait de sa domestication. C'est le plus souvent un animal lunaire lié à la terre-mère, aux eaux, à la sexualité, au rêve, à la divination et au renouvellement de la végétation. Gilbert Durand note, dans ses Structures anthropologiques de l'imaginaire, que le cheval « est relié aux grandes horloges naturelles », et que toutes les histoires, de cheval solaire comme de coursier chtonien, ont en commun « l'effroi devant la fuite du temps ».

« Ses pouvoirs dépassent l'entendement ; il est donc Merveille et il ne faut pas s'étonner que l'homme l'ait si souvent sacralisé, de la préhistoire à l'histoire. Un seul animal le dépasse peut-être en subtilité dans le bestiaire symbolique de tous les peuples : le serpent. »

— Jean Chevalier et Alain Gheerbrant, Dictionnaire des symboles, article « Cheval »,
D'anciennes études avancent que l'origine des « pouvoirs magiques » merveilleux attribués au cheval serait indienne,. Henri Gougaud note que « depuis toujours, des liens robustes, profonds, inaltérables, attachent l’homme à sa monture ». Le cheval est à la fois l'animal le plus cher à l'homme et le seul que l'homme peut respecter comme son égal, à tel point qu'il est vu comme un don des dieux capable d'arracher l'homme à sa condition de primate, et de lui faire gagner les sphères célestes.

### La domestication

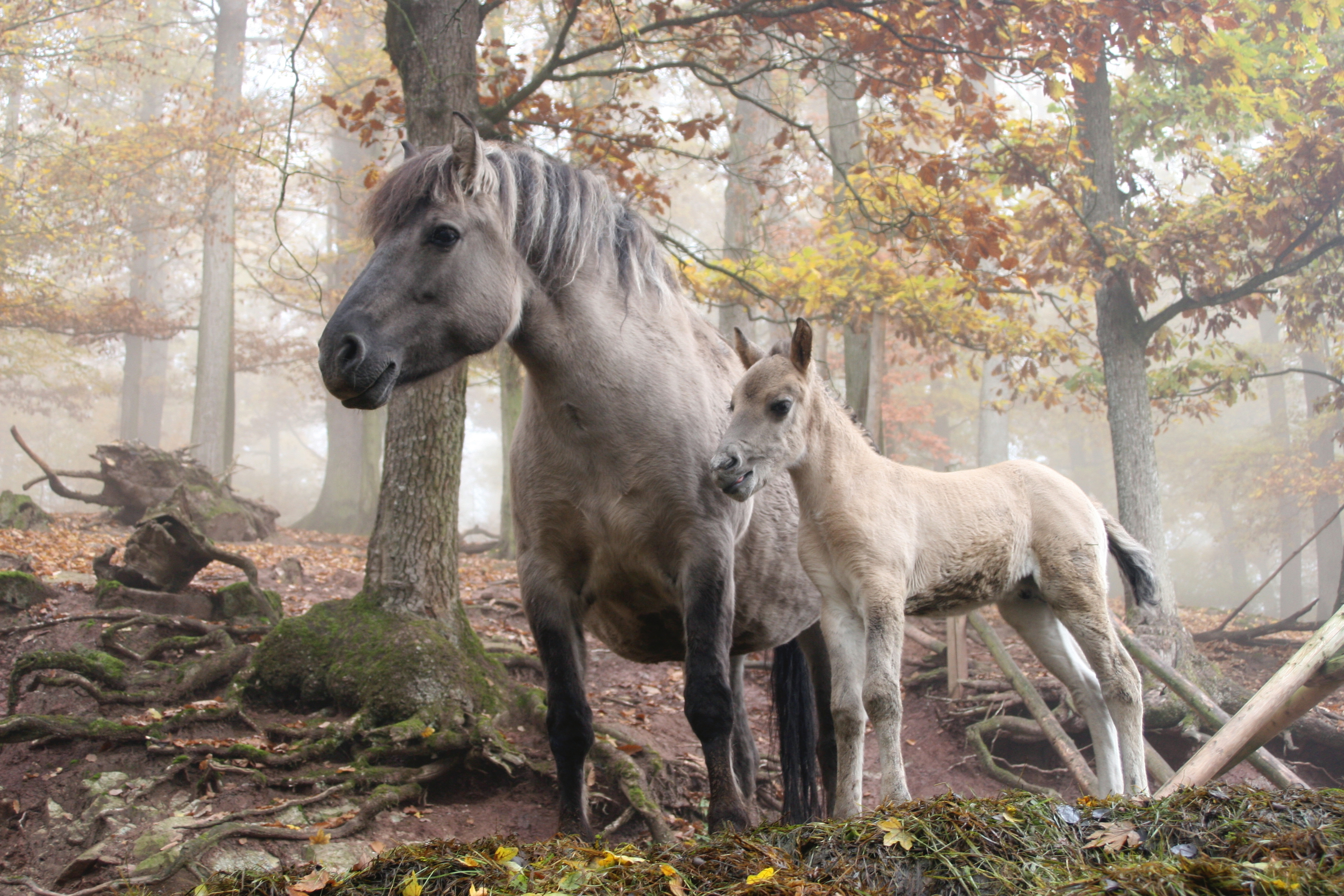
Poneys konik, race que l'on croit très proche des premiers chevaux domestiqués.

La domestication du cheval, la sensation de liberté et de puissance guerrière gagnée par les cavaliers font que cet animal, facteur de progrès importants sur des siècles, se retrouve au centre d'un si grand nombre d'histoires et se charge de multiples significations. Dans les mythes, cette domestication est souvent présentée comme l'entente immédiate et tacite entre le cavalier et sa monture, parfois grâce à l'aide des dieux, comme l'illustrent Pégase, Bucéphale ou encore Grani. La réalité historique est toutefois celle d'un très long processus. Au cinéma, cette domestication est « une étape initiatique, un rite de passage entre l’état sauvage de l’enfance et l’état civilisé de l’adulte ».

### Mythe du centaure et inconscient

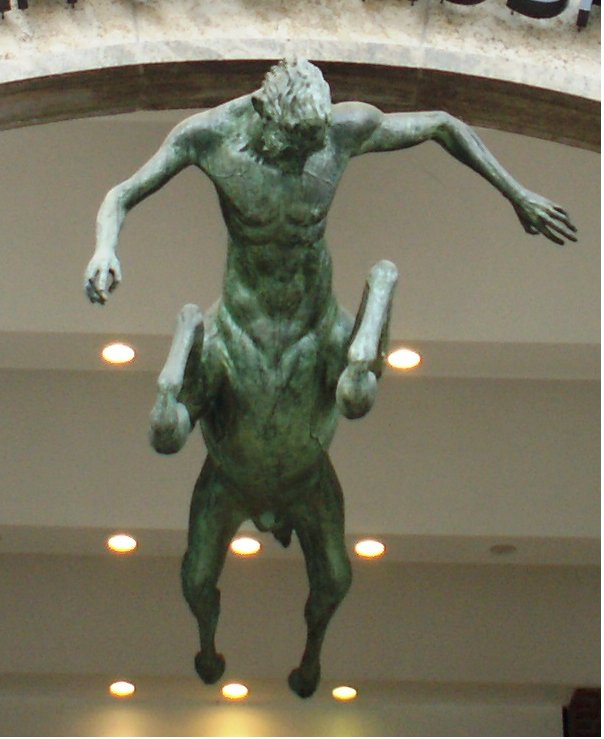
Statue de centaure à Hambourg.

Le « mythe du centaure » désigne « le couplage parfait entre l'instinct et la raison, entre l'intelligence et la force brute », tel qu'il est symbolisé par l'image d'un buste humain rattaché à un corps, une croupe et des membres de cheval. Le Dictionnaire des symboles affirme que tous les rites, mythes, poèmes et contes évoquant le cheval ne font que mettre en relief cette relation entre le cavalier et sa monture, considérée, en termes psychanalytiques, comme représentant celle du psychique et du mental : « s'il y a conflit entre eux deux, la course du cheval mène à la folie et la mort, mais s'il y a accord, la course se fait triomphale ». Pour les cavaliers, il s'agit de contrôler l'instinct (la partie animale) grâce à l'esprit (la partie humaine). Carl Gustav Jung note une relation d'intimité entre cavaliers et montures. Il soutient dans Métamorphoses de l'âme et ses symboles que « le cheval semble représenter l’idée de l’homme avec la sphère instinctuelle à lui soumise […] les légendes lui attribuent des caractères qui reviennent psychologiquement à l'inconscient de l'homme : [ils] sont doués de clairvoyance […] ils guident les égarés […] ils ont des facultés mantiques [… ils voient] aussi les fantômes ». Le cheval semble donc pour lui métaphoriser la libido, l'énergie psychique émanant de l'inconscient, et la part animale de l'être humain. Selon Marie-Louise von Franz, le cheval représente l'énergie psychique animale, instinctuelle, considérée dans son essence la plus pure et souvent liée à l'ombre, notamment dans Le Cycle du Graal.
Dans sa Psychanalyse des contes de fées, Bruno Bettelheim explique l'attirance de nombreuses petites filles pour les chevaux-jouets qu'elles coiffent ou habillent, et plus tard la continuité de cette attirance à travers la pratique de l’équitation et des soins aux chevaux, par le besoin de compenser des désirs affectifs : « en contrôlant un animal aussi grand et puissant que le cheval, la jeune fille a le sentiment de contrôler l'animalité ou la part masculine qui est en elle ». Freud voit lui aussi le cheval comme un « symbole du psychisme inconscient ou de la psyché non-humaine », la bête en l'homme.
Selon l'écuyer du cadre noir Patrice Franchet d'Espèrey, le mythe du centaure contient « tout ce qui est lié au cheval dans l'imaginaire », la quête du cavalier étant d'obtenir l'accord parfait avec sa monture, pour « ne faire qu'un » avec elle. Franchet d'Espèrey estime que ce mythe est rappelé dans tous les traités d'équitation, du XVIe siècle au XXe siècle, traduisant la maîtrise de l'être humain sur la nature.

### Évolution du symbolisme
En dépit de sa disparition de la vie quotidienne au profit des véhicules motorisés, le cheval demeure « tapi dans le subconscient collectif profond ». L'utilisation de son image à l'époque moderne est toujours aussi conséquente, tant dans la publicité qu'au cinéma ou dans les magazines : Olivier Domerc, ancien rédacteur en chef de Culture Pub, affirme que « contrairement aux chiens et aux chats, le cheval permet de tout vendre. Peu d’animaux ont cette image de « passeur » à la fois forte et universelle ». Les spécialistes de la communication aiment son côté fédérateur, qui leur permet de gommer les problèmes de race ou de religion lors de leurs campagnes de publicité : le cheval sait capter le regard lorsqu'il est mis en scène grâce à son mélange de puissance, de grâce, de vitesse et de force, il fait désormais figure d'alliance entre rêve et réalité, virilité et féminité.
Patrice Franchet d’Espèrey relève qu'au début du XXIe siècle, l’équitation a fait du cheval l'incarnation des voyages dans les grands espaces, de la maîtrise de soi, de la maîtrise de l’autre et de la communication avec la nature.

## Le véhicule
Traverse tout, enfers, tombeaux,

Précipices, néants, mensonges,

Et qu’on entende tes sabots

Sonner sur le plafond des songes.

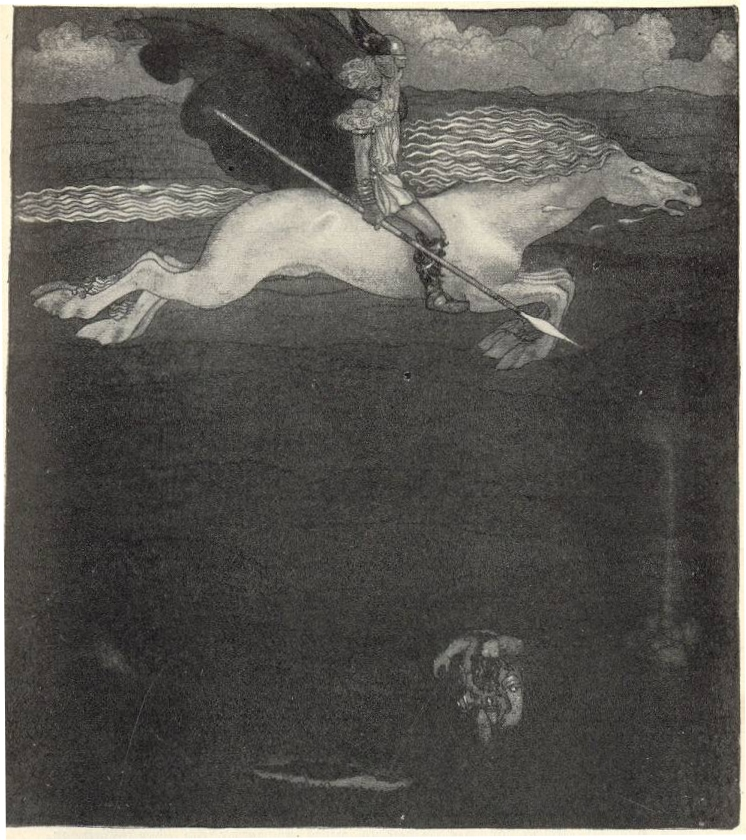
Odin et Sleipnir, dessin de John Bauer, 1911. Sleipnir est un passeur de mondes et un psychopompe dans la mythologie nordique.

La première perception symbolique du cheval est celle d'un « véhicule » dirigé par la volonté de l'homme (la volition) ou guide de ce dernier, qui lui permet d'être porté plus rapidement d'un point à un autre : « le cheval n'est pas un animal comme les autres, il est la monture, le véhicule, le vaisseau, et son destin est inséparable de celui de l'homme ». Gilbert Durand parle de « véhicule violent, coursier dont les foulées dépassent les possibilités humaines ». Dans Métamorphoses de l'âme et ses symboles, Carl Gustav Jung parle du cheval comme « d'un des archétypes les plus fondamentaux des mythologies, proche du symbolisme de l'arbre de vie ». Comme ce dernier, le cheval relie tous les niveaux du cosmos : le plan terrestre où il court, le plan souterrain dont il est familier, et le plan céleste. Il est « dynamisme et véhicule ; il porte vers un but comme un instinct, mais comme les instincts il est sujet à la panique ». En ce sens, le motif du cheval est un symbole adapté pour le Soi car il représente une réunion de forces antithétiques et contradictoires, conscientes et inconscientes, ainsi que la relation les reliant (de même qu'une relation indéfinissable unit le cavalier à sa monture). Cette perception découle directement de ses qualités physiques de mobilité. Elle transcende l'espace connu puisque la chevauchée est une « transgression des limites psychiques ou métaphysiques » : le cheval permet de franchir la porte des enfers comme les frontières du ciel, le disciple atteint la connaissance sur son dos, et bon nombre de croyances en la métempsycose rapportent des aventures à cheval avant la réincarnation. Il peut aussi avoir un rôle de ravisseur. Donald Woods Winnicott développe l'importance du « portage », qui « permet de se libérer des contraintes physiques et psychiques », et renvoie à des sensations de la petite enfance.

### Chamanisme
Tu as le courage, mais tu n'as pas l'intelligence, Töshtük […] Si tu ne suis pas mes conseils, tu peux périr, et voir le monde des morts. […] Töshtük, as-tu jamais pressenti ce que je pressens, as-tu vu ce que je vois ?
Le cheval est l'animal du chamanisme et des rituels initiatiques, une association qu'il doit à son instinct, sa clairvoyance, sa perception psychanalytique comme part animale et intuitive de l'homme éclairant la raison, et sa connaissance de l'Autre Monde. Cette fonction du cheval pourrait être la première et la plus ancienne, elle existe peut-être depuis la préhistoire suivant la théorie controversée de Jean Clottes, selon laquelle un certain nombre de peintures rupestres représenteraient des visions chamaniques.
Selon Mircea Eliade, dans sa transe visant à sortir de lui-même pour franchir les limites du monde connu, le chaman obtient l’aide d’un animal-esprit et utilise plusieurs objets, comme le cheval bâton et le tambour (généralement tendu en peau de cheval), qui renvoient à l'animal réel. Il passe alors par d’autres états de conscience et peut voyager dans une direction infernale ou vers le ciel. En ce sens, le cheval, lié aux battements du tambour, permet au chaman de réaliser une rupture de niveau,. Il est également son protecteur, le cheval-esprit des chamans de l'Altaï verrait ainsi à trente jours de distance, veillant sur la vie des hommes pour en informer les divinités.
Un fond chamanique est perceptible dans plusieurs mythes anciens mettant un cheval en scène, notamment celui de Pégase (dont le fond est asiatique), qui symbolise l'instinct sublimé et le sage initié à travers l'ascension de l'Olympe, et celui de Sleipnir. La légende kirghize de Tchal-Kouyrouk y est plus largement liée, puisque le héros Töshtük doit se fier aux pouvoir de sa monture, qui parle et comprend le langage humain, afin de se guider dans un univers souterrain pour récupérer son âme. Il en est de même dans l'épopée de Niourgoun le yakoute, guerrier céleste, qui chevauche un coursier roux volant doué de parole.
Dans la littérature médiévale occidentale, le cheval est toutefois présenté comme un point d'ancrage dans le monde réel, par opposition à l'Autre Monde de la féerie et du merveilleux. Bien souvent, le chevalier qui pénètre dans le royaume des fées abandonne sa monture, ou doit cheminer de nuit à travers une végétation dense.

### Rites et possessions
Une métamorphose rituelle de l'homme en cheval se retrouve dans des rites initiatiques incluant des possessions. L'homme qui s'abandonne à un esprit supérieur peut être possédé par une entité démoniaque ou positive, le « cheval » étant le canal qui leur permet de s'exprimer. Le Vaudou d'Haïti, du Brésil et d'Afrique, l'Égypte jusqu'au début du XXe siècle, ainsi que l'Abyssinie sont concernés. Le possédé est chevauché par des esprits, puis dirigé par leur volonté. Les adeptes des Mystères de Dionysos, en Asie mineure, étaient symboliquement chevauchés par leurs dieux. Ces possessions se retrouvent peut-être dans l'ancienne Chine, où les nouveaux initiés portaient le nom de « jeunes chevaux » tandis que le nom de « marchands de chevaux » désignait les initiateurs, comme les propagateurs du taoïsme et de l'amidisme. L'organisation d'une réunion initiatique est nommée « lâcher de chevaux ».

### Hippomancie
En tant qu'intermédiaire entre les dieux et les hommes chargé de porter les messages divins, le cheval s'est vu confier un rôle d'oracle ou de devin, notamment chez les Perses et les Celtes de l'Antiquité. Il peut être présage de triomphe, de guerre, ou encore de mort : selon le grec Artémidore de Daldis, rêver du cheval pendant une maladie annonce un décès prochain.

### Du chamanisme à la sorcellerie

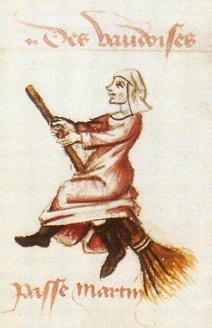
Image traditionnelle de la sorcière sur un balai, manuscrit de 1451.

Une proximité entre la canne chamanique à tête de cheval et le balai de la sorcière du folklore a été relevée par plusieurs auteurs.
Selon Marc-André Wagner, la fonction chamanique du cheval a survécu, ne serait-ce que symboliquement, dans le folklore germanique lié à la sorcellerie, la magicienne utilisant un bâton qui lui sert de monture. Il note également, grâce quelques indices étymologiques, que la généralisation du balai (après le XIIIe siècle) comme moyen de transport des sorcières découle probablement de la figure précédente, et originellement du cheval chamanique avec lequel il ne garde pour lien que sa paille rappelant la queue de l'animal. Le balai de la sorcière est donc un équivalent du cheval chamanique, animal lui permettant de gagner l'Autre Monde, vu ici comme celui des puissances maléfiques.
Le vol nocturne de la sorcière (ou de son double) rappelle aussi celui du chaman, à cette différence près que la sorcière est supposée faire le mal en tourmentant les dormeurs et en se rendant au sabbat. Elle pourrait prendre elle-même forme de cheval, et transformer ainsi ses victimes afin de les enfourcher. Le Diable pourrait aussi prendre forme chevaline pour la porter. Les comptes rendus de procès pour sorcellerie regorgent d'anecdotes mentionnant le cheval : un « sorcier » d'Ensisheim avoue le 15 mars 1616 « qu'après avoir assisté à un mariage du Diable, il se réveilla couché dans la carcasse d'un cheval crevé ». Dans les tours de sorcellerie, l'argent que le Diable donne aux sorcières se change souvent en crottin de cheval. Lorsque des membres nouvellement admis aux pratiques de la sorcellerie se réveillent après le sabbat, ils ont à la main, au lieu d'une coupe, un sabot de cheval ; au lieu d'un rôti, une tête de cheval.

## Cheval chtonien
La grande victoire que représente la domestication du cheval, au fond, n'est pas une victoire sur l'animal; elle est victoire sur la terreur qu'il a, du fond des âges, inspirée à l'homme.
Le cheval a toujours suscité un respect mêlé d'angoisse et de peur, perception que l'on retrouve dans les histoires de chevaux de la mort, des enfers, du cauchemar, de l'orage et autres chasses maudites mettant en scène des animaux carnassiers ou maléfiques. Le cheval chtonien appartient « aux structures fondamentales de l'imaginaire ». Les harpies sont parfois représentées sous forme de juments, l'une d'elles enfante Xanthe et Balios, les chevaux d'Achille, dont l'un prophétise la mort de son maître dans l'Iliade.

### Association à la mort

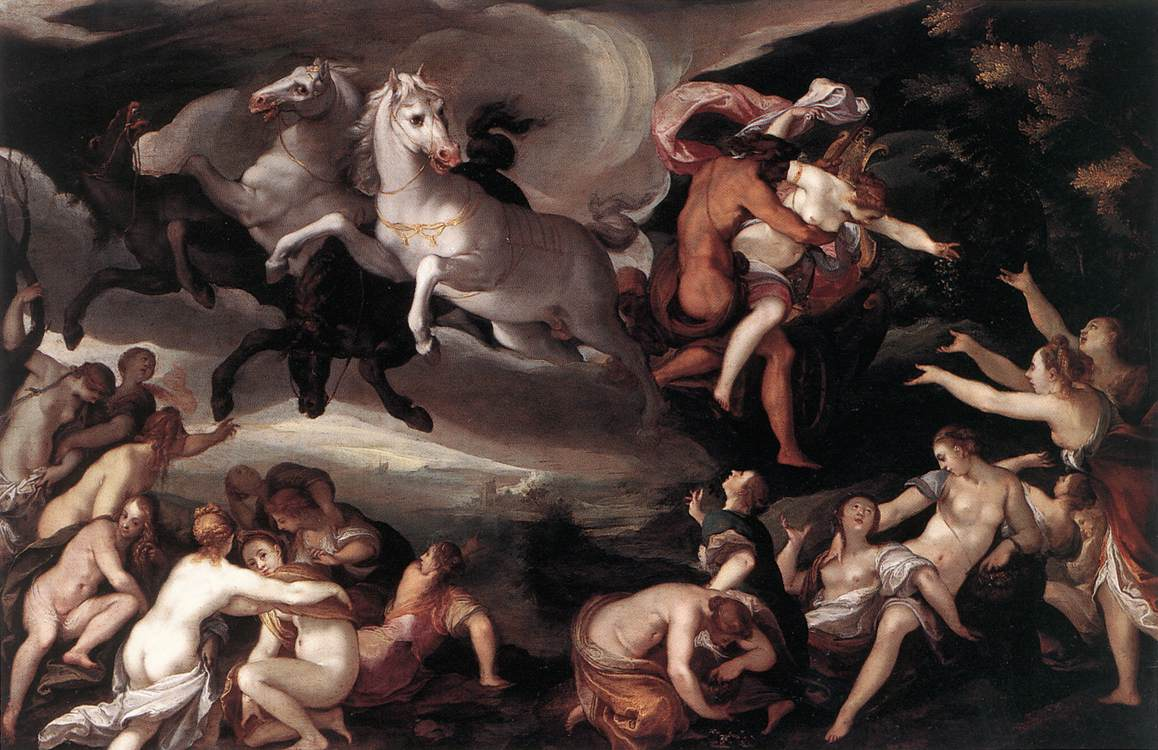
Le rapt de Proserpine par Joseph Heintz l'Ancien, 1595. Le dieu des morts Hadès possède un quadrige.

« Les chevaux de la mort ou présages de mort sont très fréquents, du monde grec ancien au Moyen Âge, et ce avec de nombreux aspects linguistiques intéressants ». Ils incarnent successivement un messager de la mort, un démon apportant la mort, et un guide vers l'au-delà, représentant une réalité psychique et spirituelle. La couleur noire leur est fortement liée dans les traditions occidentales. Le cheval mortuaire est associé à Déméter, et au dieu chtonien Hadès. Parmi les cavaliers messagers de mort figurent les Valkyries, le Schimmel Reiter et le Helhest. Historiquement, le cheval a été plus d'une fois sollicité pour donner la mort par écartèlement, ce qui a pu marquer l'association mort-cheval, mais n'en est pas l'unique explication. Le cheval est également l'un des rares animaux que l'homme enterre, dès sa domestication.

#### Passeur des morts
Le rôle de « psychopompe », soit d'animal chargé de porter les âmes des défunts entre la terre et le ciel, est attesté pour le cheval dans de multiples civilisations, notamment chez les Grecs et les Étrusques, où il fait partie du statuaire mortuaire, mais aussi les Germains et les Asiatiques du centre. Sur la plupart des stèles funéraires antiques, il devient un idéogramme de la mort. Il semblerait que l'association mort-cheval découle de ce rôle. Selon Franz Cumont, son origine remonte à l'habitude d'enterrer ou de brûler chiens et chevaux avec leur maître, afin que ceux-ci aient plaisir à se retrouver ensemble.
La mythologie nordique donne de nombreux exemples où le cheval devient l'intermédiaire entre le monde des mortels et le monde souterrain, ce qui en fait le meilleur animal pour guider les morts durant leur dernier voyage, grâce à sa mobilité. Le cheval psychopompe de la mythologie grecque a un profond lien avec l'eau, vue comme frontière entre le monde des vivants et l'au-delà : le cheval concurrence alors la barque du passeur (tel que Charon) dans ce rôle, tout comme il permet au chaman de réaliser son voyage extatique. Cette fonction survit au cours des siècles puisqu'au Moyen Âge, la civière est nommée « cheval de Saint-Michel ». On retrouve cette fonction en Chine, où un génie à tête de cheval assiste le juge des enfers et transporte les âmes. De même, les âmes des bébés masculins morts en bas âge étaient représentées à cheval par les bateliers, et placées sur l'autel des ancêtres.
La légende de Théodoric de Vérone rapporte que le roi se fait emporter sur un cheval noir « diabolique » et devient par la suite un fantôme. Parfois interprétée comme une preuve de diabolisation du cheval en Germanie, il semblerait qu'elle renvoie plutôt à la croyance d'atteinte de l'immortalité à dos de cheval.

#### Offrande funéraire
Le cheval est enterré, sellé et bridé, aux côtés de son maître, afin d'assurer ce rôle de psychopompe dans les régions de l’Altaï, chez les Avars, les Lombards, les Sarmates, les Huns, les Scythes, les Germains, et bon nombre de civilisations asiatiques primitives, où cet enterrement est précédé d'un sacrifice rituel. La mythologie grecque rapporte, dans L'Iliade, qu'Achille sacrifie quatre chevaux sur le bûcher funéraire où son ami Patrocle se consume, afin qu'ils puissent le guider vers le royaume d'Hadès. Les Francs, qui voient surtout le cheval comme un animal guerrier, sacrifient aussi celui du roi pour l'enterrer à ses côtés,. Ces sacrifices rituels sont parfois précédés d'une course de chevaux.
La pratique païenne consistant à enterrer un cheval vivant lorsqu'un homme prestigieux meurt est connue des Danois, elle donne le Helhest, ou « cheval des morts », qui dit-on était sacrifié et enterré dans un cimetière, puis revenait sous une nouvelle forme afin de guider les humains morts. La simple vision d'un Helhest serait mortelle. La plupart de ces rites sont combattus lors des christianisations successives, en Europe occidentale, ils disparaissent à l'époque carolingienne.

### Chasses fantastiques
Je vis auprès de moi sur un grand cheval noir 
 Un homme qui n'avait que les os, à le voir,
Me tendant une main pour me monter en croupe…
Une tremblante peur me courut par les os.

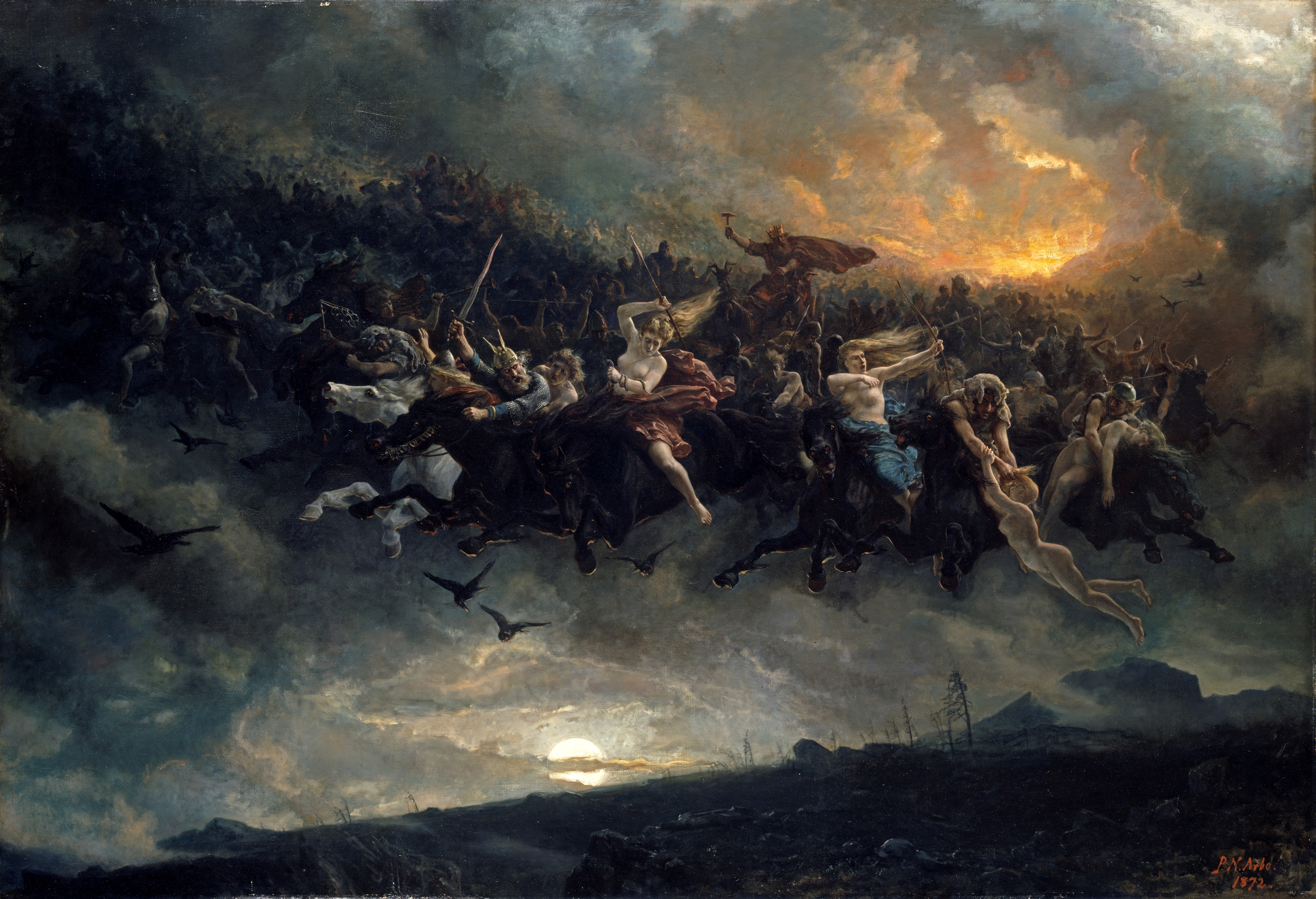
Åsgårdsreien (La chasse d'Odin), par Peter Nicolai Arbo, 1872.

La chasse sauvage, qui poursuit et terrorise les voyageurs nocturnes selon le folklore chrétien, est liée au cheval mortuaire puisqu'elle est composée de fantômes et de damnés. Elle est souvent menée par un cavalier noir, tel Gallery (ou Guillery) qui poursuivait un cerf à l'heure de la messe, et fut condamné par un ermite à courir derrière l’inaccessible gibier dans le ciel chaque nuit, à jamais. Cette croyance partagée par bon nombre de pays trouve son origine tant dans les croyances aux fantômes que dans le vacarme des tempêtes. Le cheval est présent dans la chasse d'Arthur et celle d'Odin. Cette association dans les pays germaniques pourrait découler, selon Marc-André Wagner, du bannissement et de la diabolisation de la viande de cheval, car elles comportent le thème d'une part de chasse, souvent la cuisse de l'animal. D'autres auteurs évoquent la pratique clandestine de sacrifices rituels équins.

### Anthropophagie

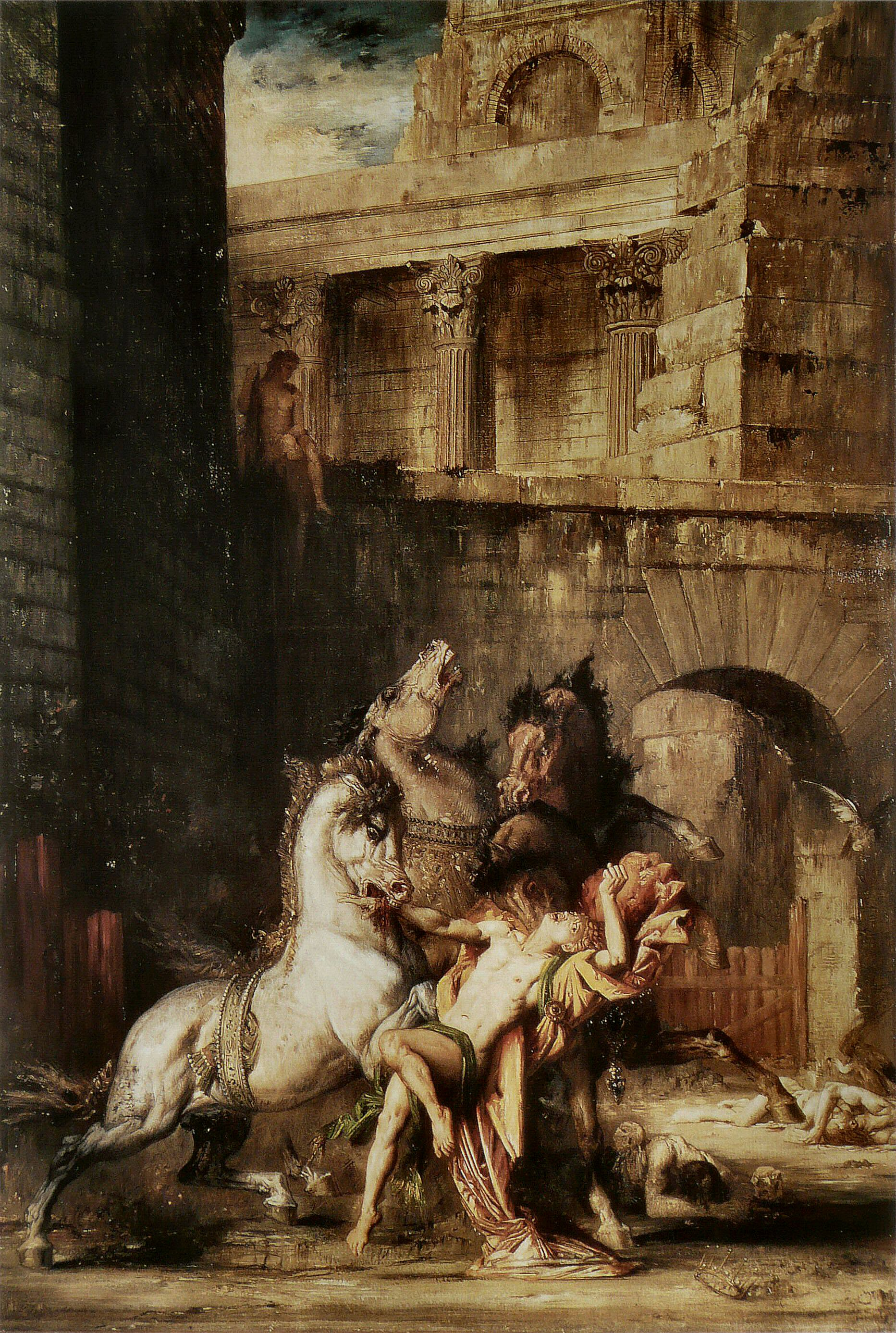
Diomède dévoré par ses juments, peinture de Gustave Moreau conservée au musée des beaux-arts de Rouen, 1865.

Plusieurs juments anthropophages sont mentionnées dans la mythologie grecque. Les cavales de Diomède sont les plus connues, propriété d'un roi qui les nourrit de chair humaine, elles dévorent leur maître qu'Hercule a déposé dans leur mangeoire. Les juments de Glaucos font subir le même sort à leur maître à la suite d'une victoire de Iolaos à la course de chars. Plusieurs interprétations s'affrontent : consommation d'herbes magiques, condamnation du roi à subir la fin qu'il a lui-même programmée (en nourrissant ses juments de chair humaine), mais aussi vengeance d'Aphrodite à la suite du refus de Glaucos de laisser ses juments s’accoupler. La dévoration de Glaucos renverrait alors à un thème érotique, une violente libération du désir. Le cheval Bucéphale est présenté comme un anthropophage dans un texte anonyme du IIIe siècle. Cette présence de chevaux monstrueux n'est pas limitée à l'Antiquité puisque dans la littérature fantasy, les Hrulgae sont des quasi-chevaux agressifs carnivores avec des griffes et des crocs, issus du cycle de la Belgariade. Elle se retrouve également dans le foklore celtique sous la forme de chevaux d'eau : l'Each Uisge (gaélique écossais) ou Each Uisce (gaélique irlandais) s'offre comme monture aux passants non avertis, et les amène dans l'eau pour les dévorer, ne laissant que le foie qui flotte alors sur l'eau. De telles histoires de dévoration d'hommes par des chevaux d'eau se retrouvent aussi dans la légende écossaise des Kelpies.

### Cavaliers de l'Apocalypse

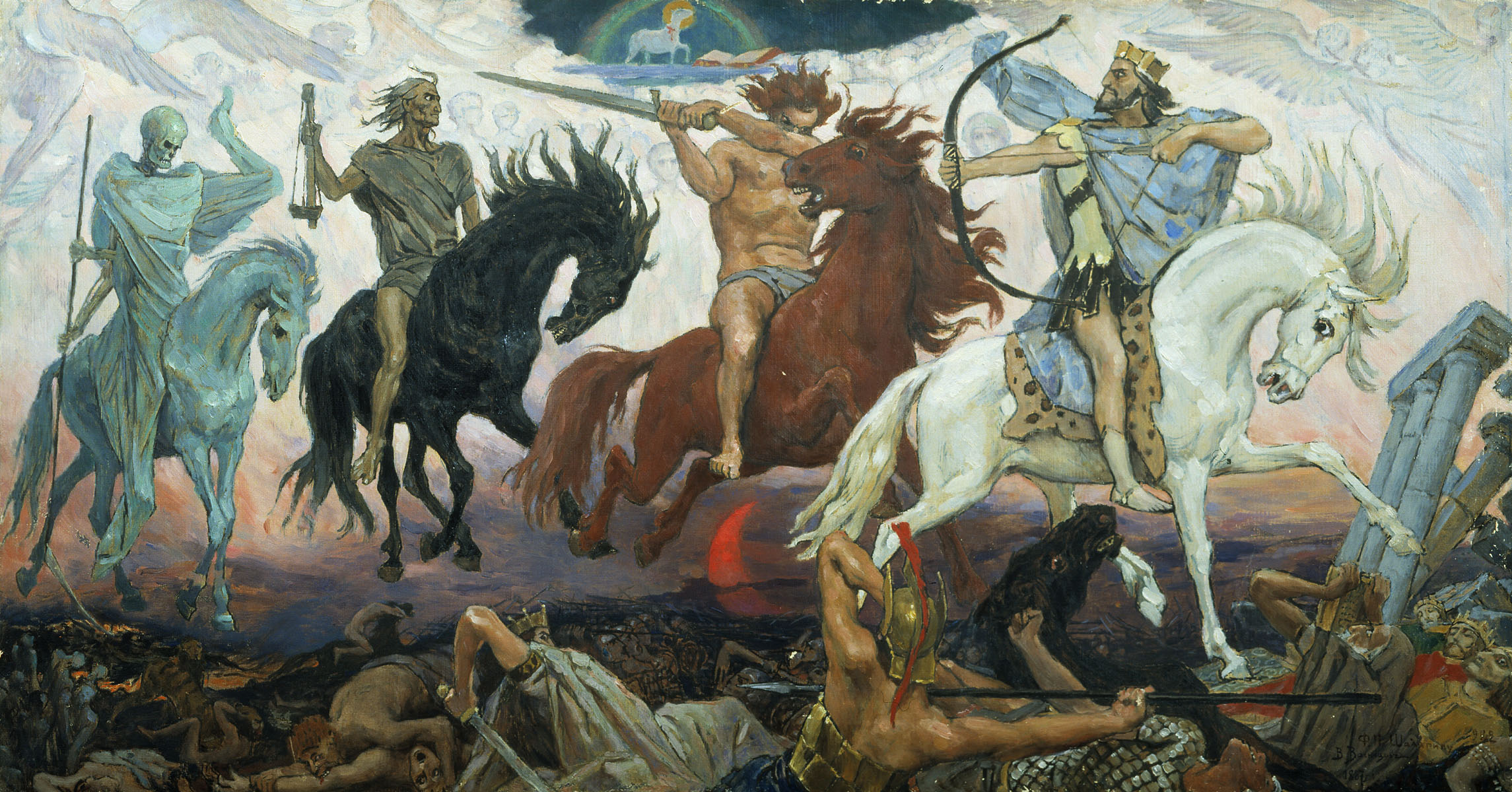
Les Quatre Cavaliers de l'Apocalypse par Viktor Vasnetsov, 1887.

L'une des représentations maléfiques du cheval les plus connues est celle des Quatre Cavaliers de l'Apocalypse, dans la Bible. Les couleurs des chevaux sont le blanc, le rouge feu, le noir et le vert pâle. Leurs cavaliers ont pour mission d'exterminer par la conquête, par la guerre, par la faim et par la maladie. De nombreuses interprétations de ce passage ont été proposées, dont le fait que les chevaux représenteraient les quatre éléments, dans l'ordre : l'air, le feu, la terre et l'eau.

### Association au Diable

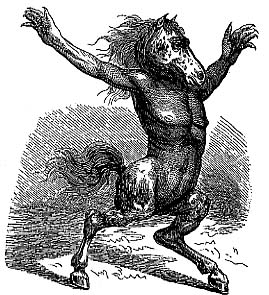
Gravure sur bois représentant Orobas dans le Dictionnaire infernal, 1863.

Selon Éric Baratay et Marc-André Wagner, l'Église catholique romaine a fait passer le cheval pour un animal diabolique durant le Moyen Âge, afin de lutter contre la survivance des traditions païennes (celtes et germaniques notamment) le sacralisant. Le Diable apparaît ainsi à cheval, hippomorphe, ou doté d'un pied équin. Si le cheval est mentionné plus souvent que l'âne dans la Bible, ce dernier a presque toujours un symbolisme positif, à l'inverse du cheval.
Certains démons de la Goétie montent à cheval, tels Eligos, le marquis Sabnock sur son « cheval pâle », le duc Berith sur son « cheval rouge », et Alocer sur son « énorme cheval ». Le capitaine Orobas était décrit à l'origine comme un démon chevalin capable de prendre forme humaine à volonté. Carl Jung note une analogie entre le Diable comme représentant de l’instinct sexuel, et le cheval : « c'est pourquoi la nature sexuelle du Diable se communique aussi au cheval : Loki prend cette forme pour procréer. ».
Cette association n'est plus limitée à l'Europe avec la colonisation des Amériques, puisque le cheval noir forcé à bâtir une église dans plusieurs histoires du folklore québécois est en fait le Diable déguisé. Le cheval Mallet, autre incarnation du Diable tel que Claude Seignolle le décrit, leurre ses cavaliers pour les tuer ou les blesser gravement. Le drac, créature légendaire liée au Diable, au dragon et à l'eau, prend la forme d'un cheval noir pour tenter un marquis de la Basse Auvergne de le chevaucher, puis manque de le noyer dans un étang selon une légende locale.
Cette association Diable-cheval est particulièrement forte dans toute l'ancienne Germanie, et par là en Alsace, où circulent des histoires de chevaux noirs apparaissant seuls au milieu de la nuit. Parmi les animaux-fantômes de Strasbourg figure un cheval à trois pieds que l'on assure être le Diable. Un livre rare de 1675 raconte que le Diable, déguisé en officier, chevauchait la femme du maréchal-ferrant qu'il avait transformée en jument.
Le Diable chrétien n'est toutefois pas le seul associé au cheval puisqu'Ahriman, le mauvais dieu du zoroastrisme, prend cette forme afin d'enlever ou de tuer ses victimes.

### Chevaux de cauchemar

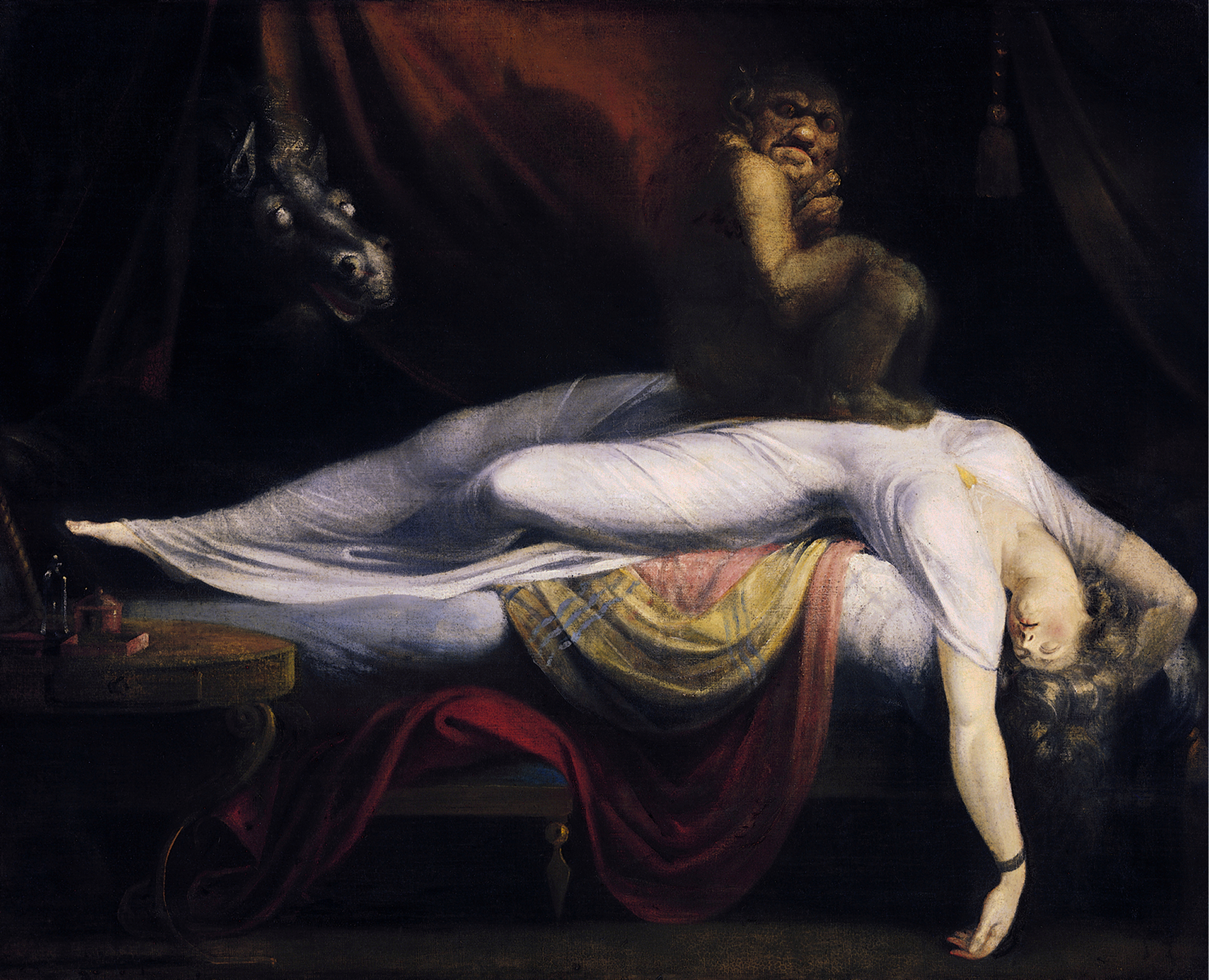
Le Cauchemar de Johann Heinrich Füssli, huile sur toile, 1781.

La jument est proche étymologiquement du mot cauchemar dans de nombreuses langues : « mähre » signifie la jument en allemand, et désigne aussi une jument chtonienne fabuleuse. Le mot « cauchemar » s'écrit nightmare en anglais, ce qui signifie aussi « jument de la nuit », alors qu'en français quauquemaire signifie « sorcière ». En vieil irlandais, mahrah signifie « mort » et « épidémie ». Une théorie longtemps défendue veut que le cheval et la jument noirs ou blêmes aient donné le mot « cauchemar » et son équivalent anglais nightmare. Le March Malaen, cheval démoniaque du folklore gallois, est lui aussi cité comme origine des manifestations du cauchemar (étouffement, oppression, peur d'être foulé aux pieds, etc.).
Si l'origine du mot « cauchemar » est différente, la croyance populaire s'est emparée de cette association, notamment à travers le tableau du Cauchemar de Füssli, bien que le cheval soit un ajout tardif n'apparaissant pas sur les esquisses de l'auteur. Dans son rôle de monture surnaturelle aux pouvoirs démoniaques, le cheval de cauchemar porte les démons et parfois se confond avec eux. Sa figure découle du cheval psychopompe et chtonien, et de sa familiarité avec les ténèbres et la mort, qui l'a fait entrer dans la « mythologie du cauchemar ». Cette perception s'est toutefois perdue au fil du temps, surtout avec la fin de l'utilisation quotidienne du cheval.
Une créature connue dans l'anglosphère sous le nom de Nightmare, traduit par « jument de cauchemar », « destrier infernal » ou encore « palefroi des enfers », a été popularisée grâce à son inclusion dans le bestiaire du jeu de rôle Donjons et Dragons, sous la forme d'un grand cheval noir aux crins de feu, bien que ses caractéristiques soient issues d'un folklore plus ancien.

## Domination politique et militaire

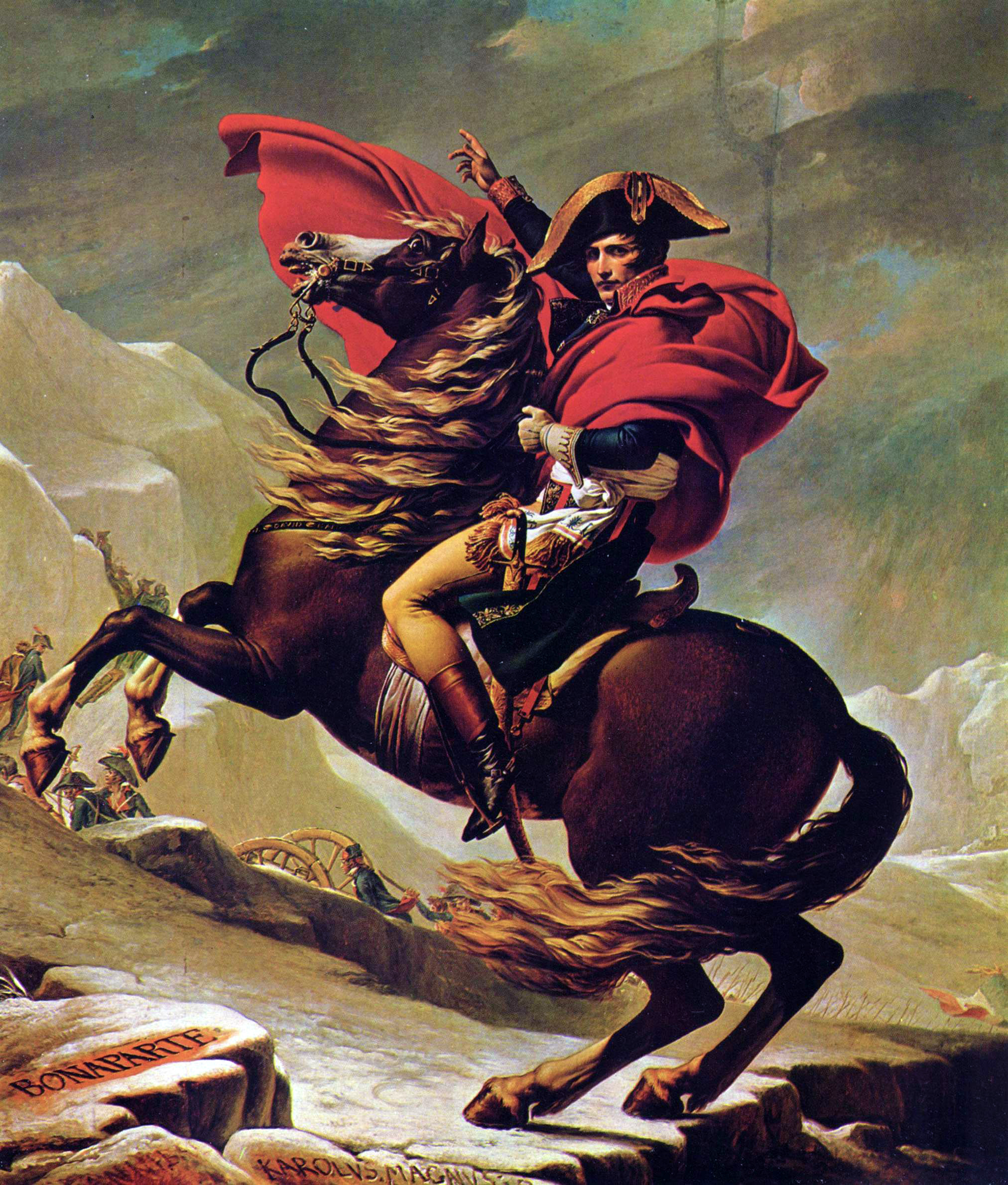
Bonaparte franchissant le Grand-Saint-Bernard par Jacques-Louis David, 1800.

D'un point de vue politique et militaire, le symbolisme du cheval est surtout utilisé pour rehausser le pouvoir de celui qui le monte. Cette fonction est bien visible dans l'abondant statuaire équestre, où le cheval met en valeur un guerrier ou un homme de pouvoir, et tout particulièrement dans le quadrige de Saint-Marc. Il permet une domination tant sur l'environnement que sur les hommes à pied. La possibilité d'organiser des courses de chevaux est vue, dans de nombreuses cultures, comme une affirmation de puissance politique.

### Animal de guerre

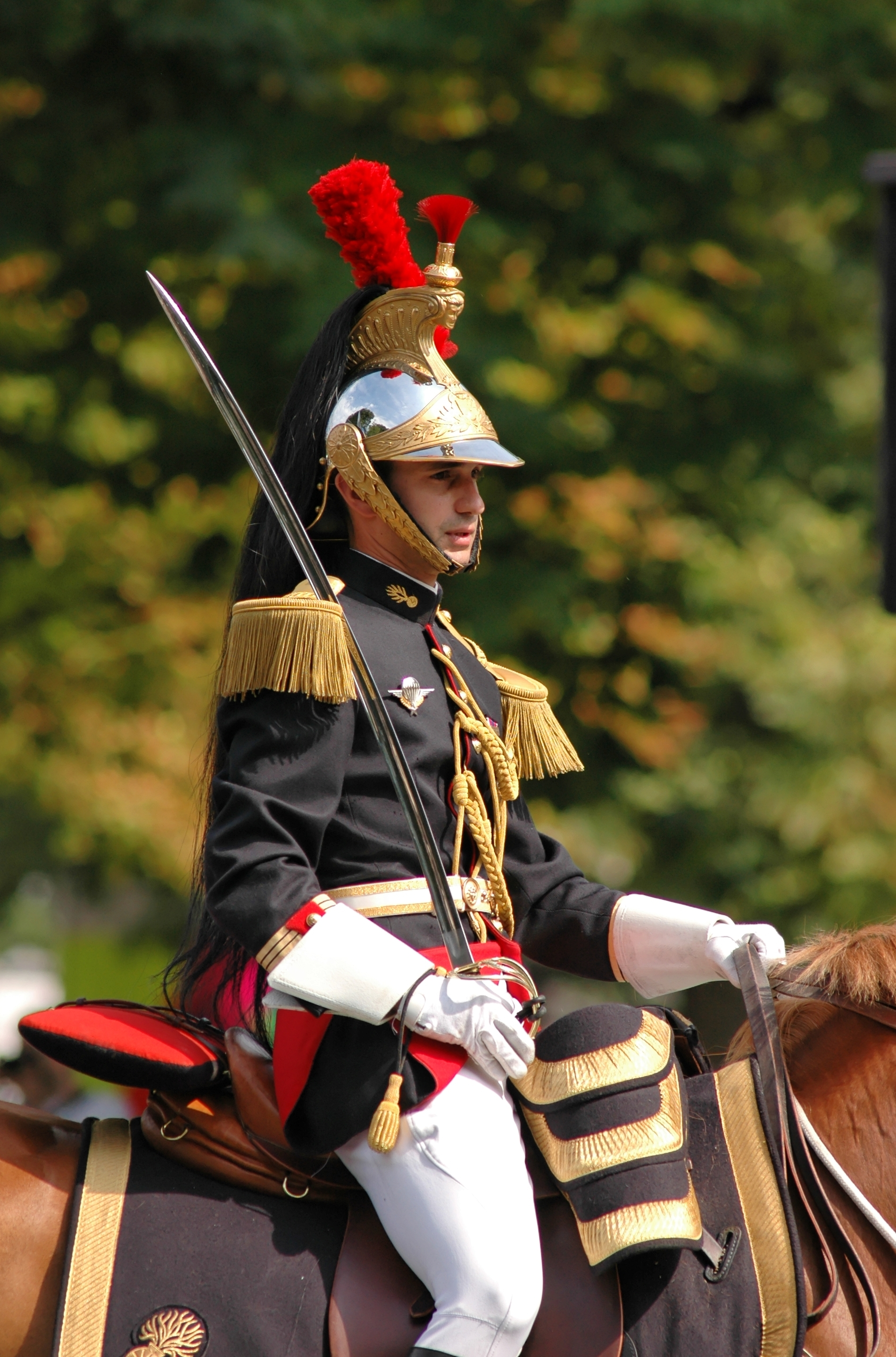
Le succès des défilés de la garde républicaine s'appuie aussi sur la perception du cavalier comme symbole de domination militaire.

Le cheval est « l'animal de guerre par excellence » : Georges Dumézil l'associait uniquement à la deuxième fonction indo-européenne, mais cette affirmation doit être nuancée à la lumière de découvertes plus récentes, puisque le cheval participe aussi à la fonction royale et aux cultes de la fertilité. Il s'appuie notamment sur les Romains, qui associaient sans ambiguïté le cheval à la fonction guerrière, par opposition aux ânes et aux mulets, animaux agricoles. Le rituel d'October Equus vouait ainsi le cheval à Mars. Les Equiria, courses hippiques dédiées à Mars, avaient peut-être aussi une fonction agraire. C'est dans les épopées celtiques que cet aspect guerrier du cheval est le plus mis en avant, associé à la robe alezane. Si l'initiation de la chevalerie a un rapport étroit avec cette perception de l'animal, le symbolisme du cheval comme « monture privilégiée de la quête spirituelle » ne doit pas pour autant y être négligé.
L'image du cheval comme animal de domination militaire s'ancre si bien qu'en France, avec la venue de la troisième République, aucun chef d'état n'ose plus se présenter à cheval. Elle demeure toutefois dans le défilé militaire du 14 Juillet. Lorsque des ouvriers grévistes font reculer des cavaliers, le signe de domination du monde ouvrier sur l'armée est fort. Bien que la répression par des cavaliers appartienne au passé dans la plupart des pays, cette image symbolique perdure.

### Symbole royal
Le lien entre le cheval et la royauté existe dans de nombreuses civilisations, notamment chez les Perses. Certains mythes comme celui d'Hippodamie, en Grèce antique, font du cheval un moyen d'accession au mariage royal. Un rite d’intronisation irlandais consistait à sacrifier une jument blanche, la faire bouillir, et à partager sa chair dans un banquet. Le prétendant au trône devait ensuite se baigner dans le bouillon de l'animal et en ressortait investi de pouvoirs secrets. La jument sacrifiée symbolise ici la terre, et le roi le ciel. Les oreilles de cheval du roi Marc'h, souvent assimilées à une marque animale honteuse dans les plus anciennes interprétations, sont plus probablement une marque de royauté légitimant la fonction du souverain dans la société celtique.
Les rois occidentaux commandent souvent leur propre statue ou portrait équestre : le dos du cheval fait office de trône et rehausse leurs qualités de bonté, de majesté et de puissance souveraine. La représentation de cheval avec un membre antérieur levé est celle de l'autorité royale prête à s'abattre sur les opposants. Le cheval blanc est le plus prisé dans ce rôle, le célèbre cheval blanc d'Henri IV de France n'y étant sans doute pas étranger : il « attire le regard et focalise l'attention ». De plus, la symbolique de la robe blanche est plus chargée que chez les chevaux d'autres couleurs. Durant les troubles politiques, la destruction des représentations de rois à cheval a valeur de contestation.

## Compagnon d'aventures
Donnez-moi un cheval rapide, un bandit de sac et de corde, une femme merveilleuse et d'immenses espaces pour galoper. J'emplirai vos yeux de tant de poussière et de fumée de poudre que vous ne penserez plus ni à vous-mêmes ni au monde environnant.

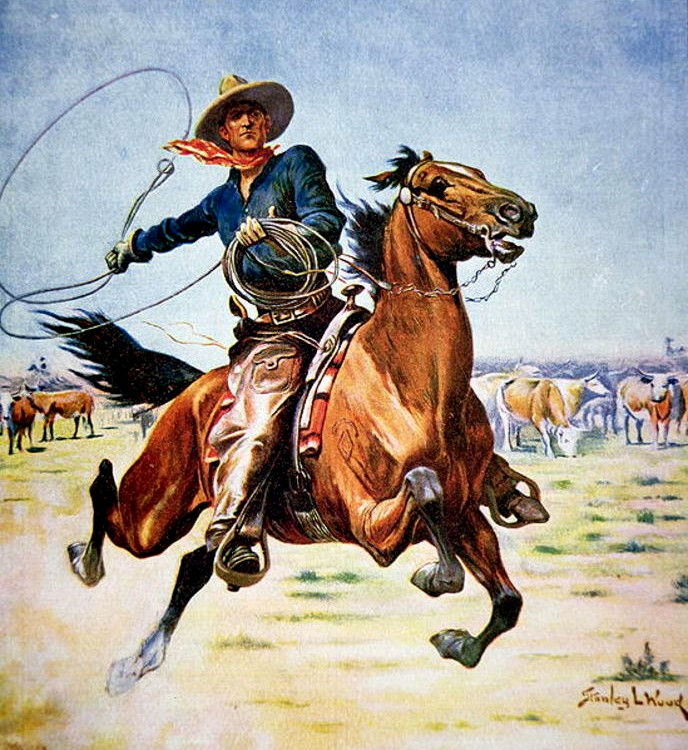
Le western véhicule l'image du cheval compagnon d'aventures. Ici, un cow-boy texan vu par Stanley L. Wood.

Enfourcher sa monture, tant dans la littérature qu'au cinéma, est souvent vu comme le point de départ pour l'aventure. C'est le cas dans les romans de Chrétien de Troyes : Erec, par exemple, choisit un cheval et une épée en « suivant un élan créatif qui le mène vers sa propre réalisation » et entame ainsi sa quête initiatique vers le pouvoir et la pureté. L'image du chevalier errant, recherchant l'aventure et les hauts faits en parcourant le monde à cheval, y est étroitement liée.
La plupart des épopées font du cheval l'allié fidèle et dévoué du héros qu'il assiste quels que soient les dangers. Bayard, cheval-fée donné à Renaud de Montauban, demeure ainsi son fidèle protecteur et allié même lorsque Renaud le trahit en le livrant à Charlemagne, qui ordonne ensuite de le noyer.
Dans les contes, le cheval n'est jamais le héros de l'histoire, même lorsqu'il donne son nom au conte comme cela peut être le cas avec Le Petit Cheval bossu. À l'inverse, d'autres animaux des contes qui ne sont que des « masques des faiblesses humaines », les pouvoirs du cheval paraissent illimités et sa loyauté envers son maître est toujours sans failles.
Dans les westerns, le cheval est omniprésent, permettant au cow-boy de rêver durant les longues heures qu'il passe en selle. Le symbolisme du cheval merveilleux des mythologies s'y retrouve largement : bien souvent, le cheval de l'ouest sauvage est capable de galoper des heures durant sans jamais se fatiguer, n'obéit qu'à son maître voire a de l'affection pour lui, et se révèle extraordinairement intelligent. Henri Gougaud dit à ce propos qu'« un cow-boy sans sa monture n’est qu’un centaure brisé en deux, une âme séparée d’un corps, un être sans existence profonde, trop seul, trop maladroit pour tenir à notre inconscient le discours que nourrit un rêve millénaire. Le véritable héros de western, c’est le cheval, la plus noble conquête du cinéma ».

## Fécondité et sexualité

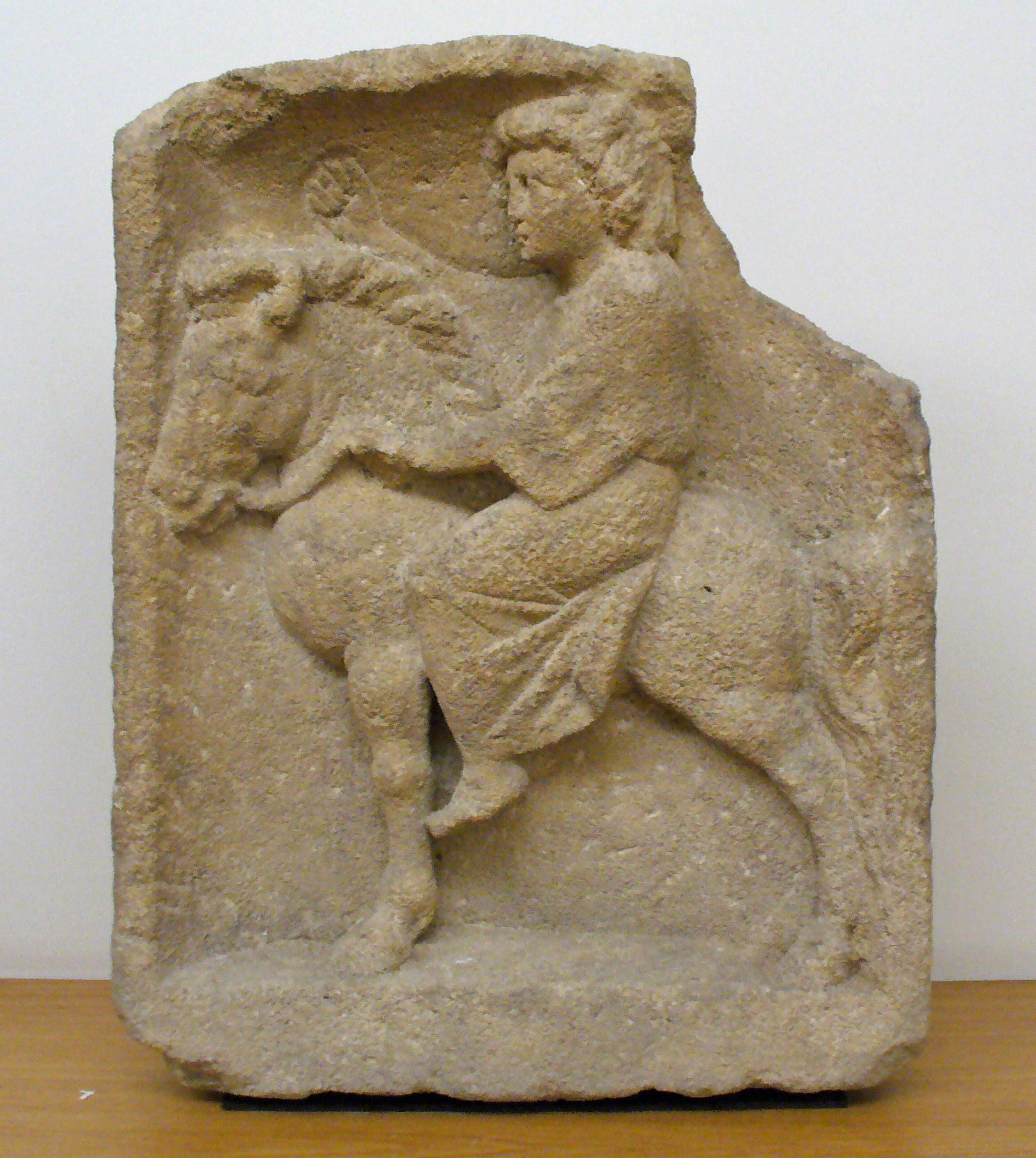
Épona, déesse gallo-romaine de la fertilité liée au cheval, ici sur un bas-relief en provenance de Contern daté du II ou III.

Il existe d'autres récits, notamment dans le Rig-Veda, où l'animal est associé à la force, la fertilité, la puissance créatrice et la jeunesse, dans le sens sexuel et spirituel du terme. La tête de cheval de Déméter renvoie à un rôle de déesse mère pour la jument. Les déesses-juments celtiques, telles Épona, Rhiannon et Macha, semblent être issues d'une divinité de la terre mère préhistorique « avec laquelle les rois s'accouplaient à date fixe afin d'assurer au peuple une nouvelle année de prospérité », et Marc-André Wagner postule l'existence d'« une grande déesse celtique, cavalière ou partiellement hippomorphe, liée à la terre et dispensatrice de souveraineté et de prospérité ». Ce mythe s'affaiblit toutefois avec le temps.

### Rites de fécondité
La plupart des figures chtoniennes se sont vues associées à la fécondité, y compris le cheval, et plus fréquemment la jument. Du premier siècle au cinquième, de nombreuses données archéologiques attestent l'existence de sacrifices équins dans ce but. Ils partageaient parfois un rôle cosmogonique. Ce sacrifice donnait autrefois légitimité à un roi, ainsi, le chrétien Håkon Ier de Norvège doit se plier au rituel païen en consommant le foie d'un cheval sacrifié afin de garantir la prospérité de son peuple, et d'être accepté par ce dernier. Selon Georges Dumézil, le mythe des centaures pourrait être issu d'un rite indo-européen faisant intervenir des hommes déguisés en chevaux dans le cadre de fêtes fertilisantes à la fin de l'hiver, ce qui expliquerait aussi pourquoi les centaures sont liés aux instincts primitifs et à la nature. Dans l'Ashvamedha, la souveraine mime un acte de fécondation avec le sexe encore chaud du cheval sacrifié, et dans le rite d'intronisation irlandais, le prétendant au trône fait de même avec la jument. Il s'agit d'un mariage sacré dans les deux cas, et de l'incarnation de la divinité dans le cheval, probable archétype indo-européen.
Le rituel romain October Equus consiste en un tel sacrifice rituel afin de remercier le dieu Mars d'avoir protégé les récoltes de l'année. Comme le remarque Georges Dumézil, la queue du cheval est créditée de pouvoirs fertilisants chez les Romains, de même que la queue du bœuf en Afrique. Quant à son rôle d'esprit du blé, il est commun aux sociétés agraires allemande et française. L’Assam connaît un rituel où une effigie de cheval blanc est jetée à la rivière à la fin des moissons, après une danse au cours de laquelle elle est bombardée d’œufs. Ce rôle d'esprit du blé prend tout son sens en automne, lorsque les moissons sont engrangées, et que le champ se meurt jusqu'à la renaissance printanière. Le cheval, « compagnon de toutes les quêtes », aide alors la graine à traverser l'hiver sans encombre.
La viande d'un cheval sacrifié dans le cadre de ces rituels était parfois consommée, et supposée transmettre les forces de l'animal. Le Völsa þáttr, où un couple de fermiers païens gardent le pénis d'un cheval en le considérant comme un dieu, témoigne de ces « pratiques rituelles fort anciennes », et souligne le caractère sacré du cheval.

### Énergie sexuelle et érotisme

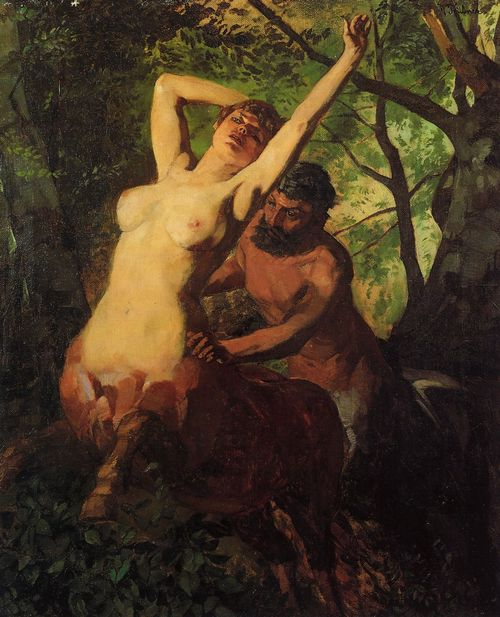
Un couple de centaures dans les bois par Heinrich Wilhelm Trübner, 1878, collection privée.

Paul Diel parle du cheval comme d'un symbole de « l'impétuosité du désir », et de nombreux textes, notamment les épopées grecques, content comment des dieux se changent en chevaux pour s'accoupler. Dans l’épopée finlandaise Kalevala, Lemminkäinen interrompt une réunion de jeunes filles, monté sur son coursier, et enlève Kylliki. Pour Henri Gougaud, le cheval symbolise là « l’énergie sexuelle libérée sans contrainte ». Carl Jung lie le Diable dans son rôle de dieu jetant l'éclair (« le pied de cheval ») au rôle sexuel et fécondant de l'animal : l’orage féconde la terre et l’éclair revêt un sens phallique, faisant du pied de cheval « le dispensateur du liquide fécondant », et du cheval un animal priapique dont les empreintes de sabots « sont des idoles qui dispensent bénédiction et abondance, fondent la propriété et servent à établir les frontières ». Ce symbolisme se retrouve dans le fer à cheval porte-bonheur.
Le cheval est un animal phallique, ne serait-ce que par l’ambiguïté du mot chevaucher, largement partagée par plusieurs langues. Cette image est issue de la proximité entre le cavalier « qui a la bête entre les jambes » et se déplace par des mouvements cadencés, et le coït au cours duquel on retrouve la griserie, la sueur et les sensations d'une chevauchée équestre. Les satyres de la mythologie grecque, connus pour leur côté lubrique, étaient à l'origine partiellement hippomorphes, puisque dotés d'une queue, d'oreilles et de pieds de cheval.
Certains poètes utilisent le mot « pouliche » pour désigner une jeune femme fougueuse. D'après Jean-Paul Clébert, le cheval blanc joue un rôle érotique dans les mythes relatant des enlèvements, des rapts et des viols de femmes étrangères. L'hippomane, structure flottante trouvée dans le liquide amniotique des juments, s'est longtemps vu attribuer des vertus aphrodisiaques bien qu'il ne possède aucune propriété particulière.

#### Pédérastie et homosexualité
Une proximité entre le cheval et la pédérastie en Grèce antique a été relevée par Bernard Sergent. La conduite du char apparaît comme partie intégrante de l'initiation d'un éraste à son éromène. En Scandinavie médiévale, l'homosexuel passif était qualifié de « jument », ce qui équivaut à une insulte, tandis que l'homosexuel actif était valorisé dans son rôle d'étalon. Le cheval-jupon, masque de carnaval souvent animé par des confréries masculines et connu depuis le Moyen Âge, pourrait avoir eu un lien avec des initiations (ou un bizutage) entre pédérastes.

#### Viol
Tout comme le satyre, le centaure est réputé pour son appétit sexuel insatiable, allant jusqu'à enlever des femmes pour les violer. En raison de sa proximité symbolique (érotisme, peur du piétinement et de la morsure) mais aussi étymologique avec le cauchemar, le cheval est considéré comme un animal incube dans bon nombre de pays, c'est-à-dire un violeur de femmes. Cette perception est évidente dans Le Cauchemar de Füssli, où « le cheval vient du dehors et force l'espace intérieur ». La simple présence de sa tête et de son cou entre les rideaux symbolise le viol, tandis que son corps demeure à l'extérieur, dans la nuit. Carl Jung rapporte le cas d'une femme que son mari avait très brutalement prise par derrière, et qui rêvait souvent « qu’un cheval furieux sautait sur elle, lui piétinant le ventre de ses pattes de derrière ».
Selon certaines versions de la naissance de Merlin, l'incube qui l'a enfanté possède des pieds de cheval.

## Liens avec les astres et les éléments
Le cheval a cette particularité d'être associé à chacun des trois éléments constituants (air, eau et feu) et des astres (soleil et lune), apparaissant comme leur avatar ou leur ami. À l'inverse des trois autres éléments, qui répondent à l'étymologie du cheval comme animal en mouvement, la terre apparaît toutefois éloignée de son symbolisme. Le cheval chtonien positif, capable de guider son cavalier dans les régions souterraines et infernales, est surtout présent en Asie centrale, notamment à travers le mythe de Tchal-Kouirouk.
Gilbert Durand distingue plusieurs types d'animaux, comme le chtonien, l'ailé et le solaire. Le cheval apparaît « galopant comme le sang dans les veines en jaillissant des entrailles de la terre ou des abysses de la mer ». Porteur de vie ou de mort, il est lié au « feu destructeur et triomphateur » comme à « l'eau nourricière et asphyxiante ». Carl Jung cite parmi « les chevaux de feu et de lumière représentés par le quadrige mystique » un motif particulier, celui des signes des planètes et des constellations. Il ajoute que « les chevaux représentent aussi les quatre éléments ».

### L'eau

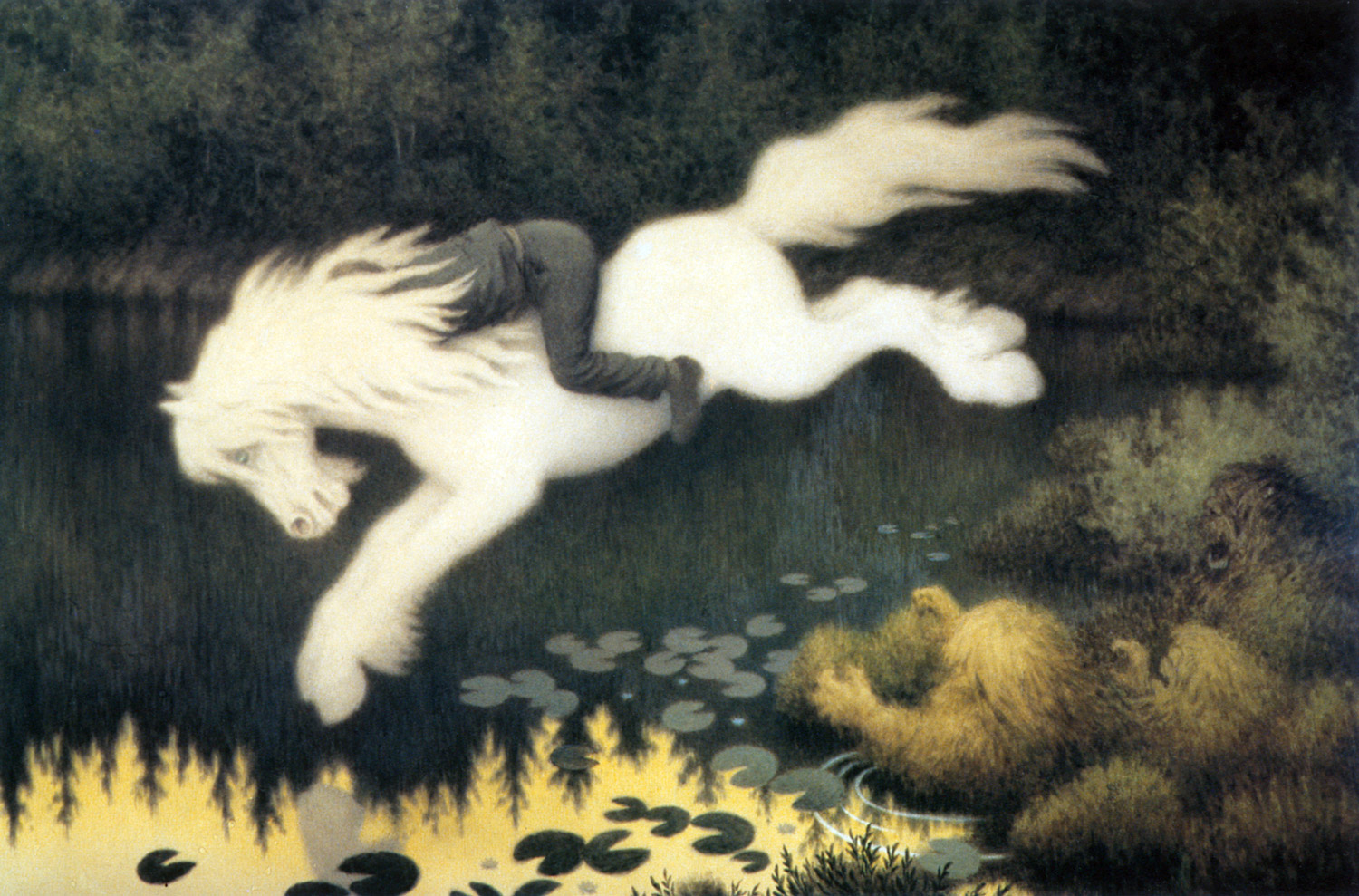
Garçon sur un cheval blanc, dessin de Theodor Kittelsen (1857-1914).

Des quatre éléments, l'eau est celui que l'on retrouve le plus souvent associé au cheval, que l'animal soit assimilé à une créature aquatique, qu'il soit lié à des êtres féeriques comme les kappa du Japon, ou qu'il soit monture de divinités des eaux. Il peut naitre lui-même de l'eau ou bien la faire jaillir sur son passage. Cette association peut relever autant de l'aspect positif et fécondant de l'eau que de ses aspects dangereux.

#### Origine de l'association eau-cheval
[…] cependant la marée montante le presse, le pousse, le gagne de vitesse […] La marée entre comme feraient d'immenses reptiles dans les chenaux sinueux qui serpentent au travers des grèves; elle s'y allonge, souvent avec la vitesse d'un cheval au galop, et grossit en poussant toujours devant elle de nouvelles ramifications.
Pour Marc-André Wagner, cette association remonte à la préhistoire indo-européenne. Pour Ishida Eiichiro, sa large diffusion dans toute l'Eurasie de la Méditerranée au Japon pourrait remonter à un ancien culte de la fertilité et aux premières sociétés agricoles, où l'animal de l'eau était au départ le taureau. Le cheval s'est substitué à ce dernier avec l'expansion de son usage. Marlene Baum fait remonter la première association eau-cheval aux peuples scandinaves de la Baltique et de la mer du Nord, qui utilisent aussi des kenning comme « cheval des vagues » pour désigner les plus longs bateaux des vikings. Cette proximité pourrait découler d'une « entente symbolique entre deux corps mobiles », le cheval permettant à l'homme de traverser les flots grâce à sa force et sa compréhension des éléments.
Au-delà de toute légende, l'imagination populaire associe fréquemment les chevaux et les vagues déferlantes sur les rivages. Traditionnellement, la marée au Mont Saint-Michel est censée arriver « à la vitesse d'un cheval au galop », bien qu'en réalité le galop du cheval soit cinq fois plus rapide.

#### Le cheval révélateur d'eau

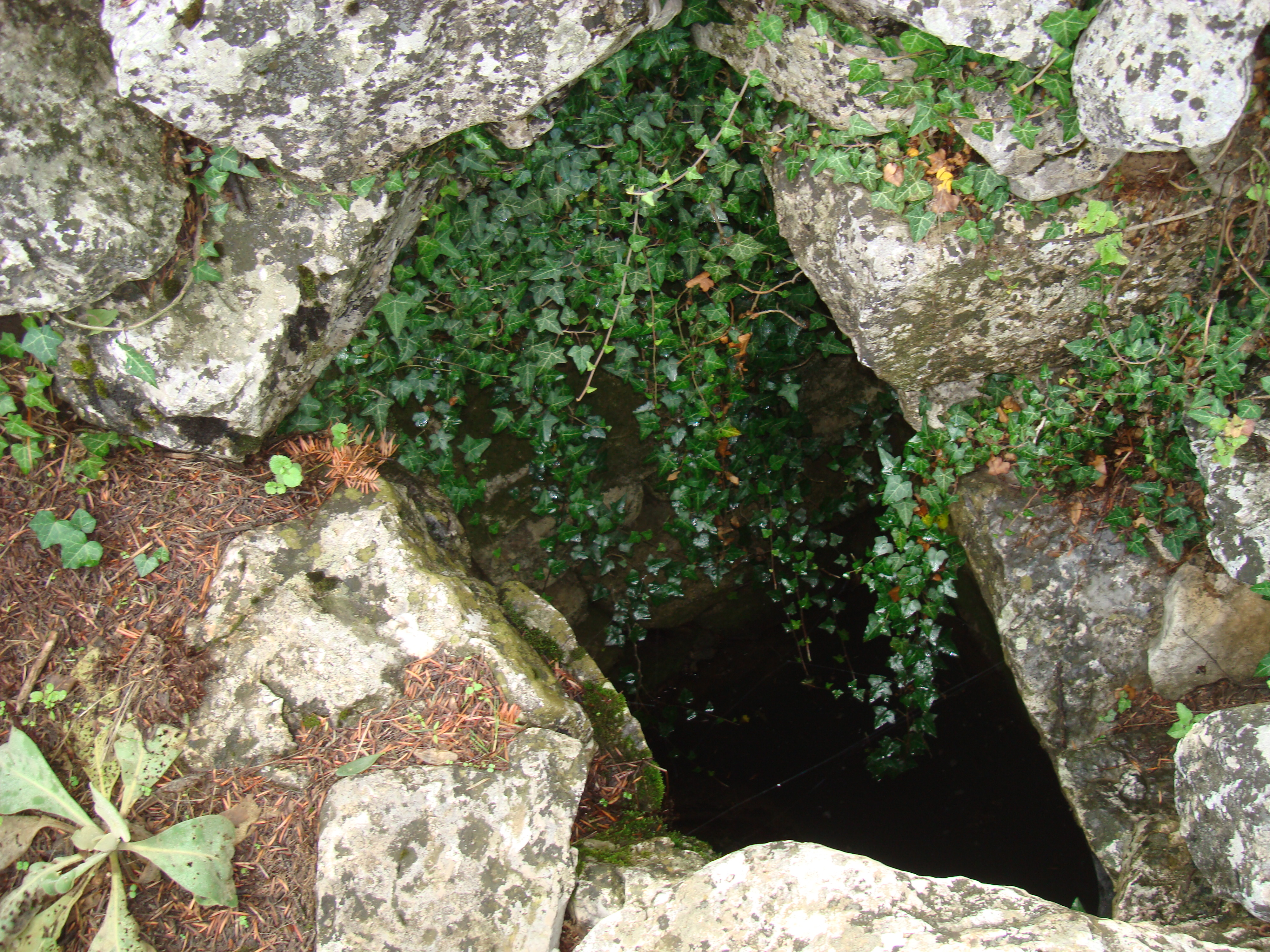
La source Hippocrène, née selon la légende d'un coup de sabot de Pégase.

Le mythe le plus fréquent est celui du cheval qui révèle l'eau, tel Pégase faisant jaillir la source Hippocrène, le cheval sourcier du dieu Balder selon le folklore scandinave, le cheval blanc de Charlemagne creusant une source pour désaltérer les soldats en campagne, la jument de Bertrand Du Guesclin découvrant les eaux de la Roche-Posay, ou encore Bayard, créateur de nombreuses fontaines portant son nom dans le massif central. Une explication possible réside dans une croyance partagée dans toute l'Eurasie, selon laquelle le cheval perçoit le cheminement des eaux souterraines et peut les révéler d'un coup de son sabot.
Des vertus sont parfois associées à ces eaux nées sous le sabot du cheval. L'Hippocrène acquiert le don de changer qui y boit en poète, ce qui revient symboliquement à l'image d'un enfant buvant à la source, un « éveil des forces impulsives et imaginatives ». À Stoumont, le cheval Bayard aurait laissé son empreinte sur un bloc de quartzite. L'eau stagnante dans la cuvette de ce Pas-Bayard est réputée soigner les maladies de la vue et les verrues.

#### Le cheval né de l'eau

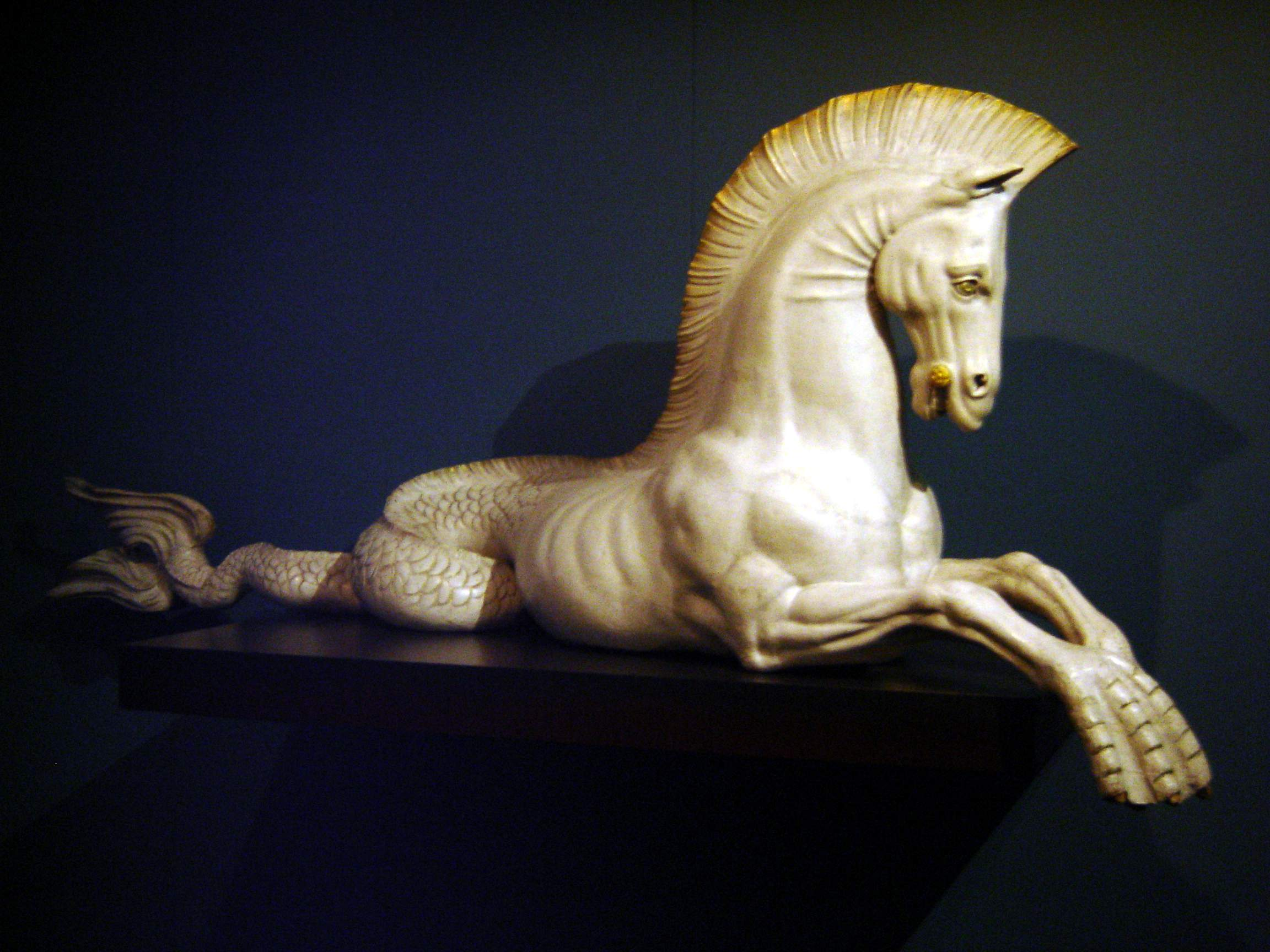
Sculpture d'un cheval marin héraldique, par un artiste français anonyme du XVIII ou du XIX, conservée à Sydney au musée national de la marine.

L'une des plus anciennes sources des légendes associant eau et chevaux figure dans le Rig-Veda, qui fait naître le cheval de l'océan. Dans la mythologie grecque, le cheval est l'attribut du dieu grec de la mer Poséidon, qui l'aurait créé avec son trident. Les hippocampes tirent son char au milieu des vagues. L'épopée celtique de Giolla Deacar parle de palefrois nés des vagues et venus du Sidh, capables de porter six guerriers sous l'eau comme en l'air.
Selon Raymond Bloch, cette association reprise dans le domaine romain par Neptune se retrouverait ensuite, à l'époque médiévale, dans le personnage du lutin, suivant une évolution linguistique où Neptune devient le monstre marin Neptunus, puis le Neitun du roman de Thèbes, le Nuitun sous l’influence des mots « nuit » et « nuire », et enfin le lutin. Le souvenir des chevaux de la mythologie, qui sont généralement blancs et apparaissent en jaillissant de la mer, est présent à l'époque médiévale bien que très estompé : c'est le cas dans le lai de Tydorel, où un chevalier mystérieux émerge de son royaume maritime sur le dos d'une monture blanche.
L'association entre le cheval et la mer est très fréquente dans les pays celtiques (en France, par exemple, elle se retrouve principalement sur les côtes bretonnes et dans le Poitou où la mer s'appelle Grand'jument), ce qui laisse à penser qu'en France du moins, son origine est celte. Les chevaux aquatiques (Kelpie, Aughisky, Bäckahäst…), souvent vus comme féeriques, sont toujours mentionnés dans le folklore de nombreux pays d'Europe occidentale. Ils partagent une grande affinité avec l'élément liquide ainsi qu'une irrésistible beauté. Certains sont réputés très dangereux de par leur habitude de séduire les humains afin d'être chevauchés, pour ensuite les noyer, voire les dévorer. Leur forme la plus commune est celle d'un très beau cheval noir, blanc ou gris pommelé qui semble perdu et se tient debout au bord de l'eau où il broute tranquillement. En Bretagne et selon Pierre Dubois, tous les chevaux fabuleux « règnent sur la mer » et trois juments, aspects des vagues, possèdent le pouvoir de régler les marées, calmer la houle et les flots. Une autre mène les poissons. Cette association symbolique perdure à l'époque moderne, ainsi que le prouvent des films comme Crin-Blanc et Le Cheval venu de la mer.

#### Le sacrifice du cheval dans l'eau
Le sacrifice du cheval dans l'eau semble avoir été pratiqué par bon nombre de peuples indo-européens. Il participe généralement à des rites de fécondité : les Perses effectuaient ce type de sacrifice en l'honneur de la déesse Anahita, et les russes noyaient un cheval volé dans la rivière Oka, comme offrande saisonnière au « Grand-Père », génie des eaux,. En Grèce antique, le sacrifice avait pour but de se concilier les bonnes grâces de Poséidon avant une expédition maritime. Les habitants de l'Argolide sacrifiaient ainsi des chevaux harnachés au dieu, les précipitant dans le fleuve la Dine selon Pausanias. Dans l'Iliade, les Troyens sacrifient des chevaux au fleuve Scamandre, vu comme une divinité.

#### Le cheval et la pluie
Le cheval de la pluie est vu comme un démon de la fécondité au rôle positif. En Afrique tout particulièrement, il assiste les divinités. C'est le cas chez les Ewes, où la monture du dieu de la pluie est vue comme une étoile filante. Les Kwore, initiés Bambara, connaissent un rituel pour appeler la pluie, dans lequel ils enfourchent un cheval de bois symbolisant les montures ailées de leurs génies lutant contre ceux qui veulent empêcher l'eau régénératrice de tomber du ciel.
Dans la religion nordique ancienne, les valkyries montent des chevaux de nuage dont la crinière fait tomber la rosée dans les vallées et la grêle dans les forêts. En basse-Autriche, l'apparition d'un géant sur un cheval blanc présage l'arrivée de la pluie.

### L'air

#### Chevaux du vent
Lorsque Dieu voulut créer le cheval, il dit au vent du sud : « Je veux faire sortir de toi une créature, condense-toi » — et le vent se condensa. Puis vint l'ange Gabriel; il prit une poignée de cette matière et la présenta à Dieu, qui en forma un cheval […] en s'écriant : Je t'ai appelé cheval, je t'ai créé arabe […] tu voleras sans ailes…
Une conception archaïque donne au vent des traits hippomorphes, l'alliance du cheval et du vent est souvent née d'une qualité commune : la vitesse. Carl Jung parle de rapidité du vent dans le sens d'intensité, « c’est-à-dire que le tertium comparationis est encore le symbole de libido. … le vent un sauvage et lubrique coureur de filles ». Il ajoute que les centaures sont aussi des dieux du vent.
Les vents sont symbolisés par quatre chevaux dans les pays arabes, où l'on dit par ailleurs qu'Allah a créé l'animal à partir de cet élément. En Inde, le dieu des vents, Vâyu, chevauche une antilope "rapide comme le vent". En Grèce, Éole était initialement perçu comme un cheval, et Borée se fait étalon afin d'engendrer douze poulains légers comme le vent avec les juments d'Érichthonios, ce qui illustre l'image épique et mythologique du vent fécondateur de juments.
Une croyance tibétaine reprise par le bouddhisme fait du cheval du vent une allégorie de l'âme humaine. Plusieurs antécédents sont retracés. Il y a longtemps eu confusion entre klung rta (cheval de rivière) et rlung rta (cheval du vent). « Cheval de rivière » pourrait être le concept original, la dérive vers « cheval du vent » aurait été renforcée par l'association du « cheval idéal » (rta chogs) avec la rapidité et le vent.

#### Chevaux ailés

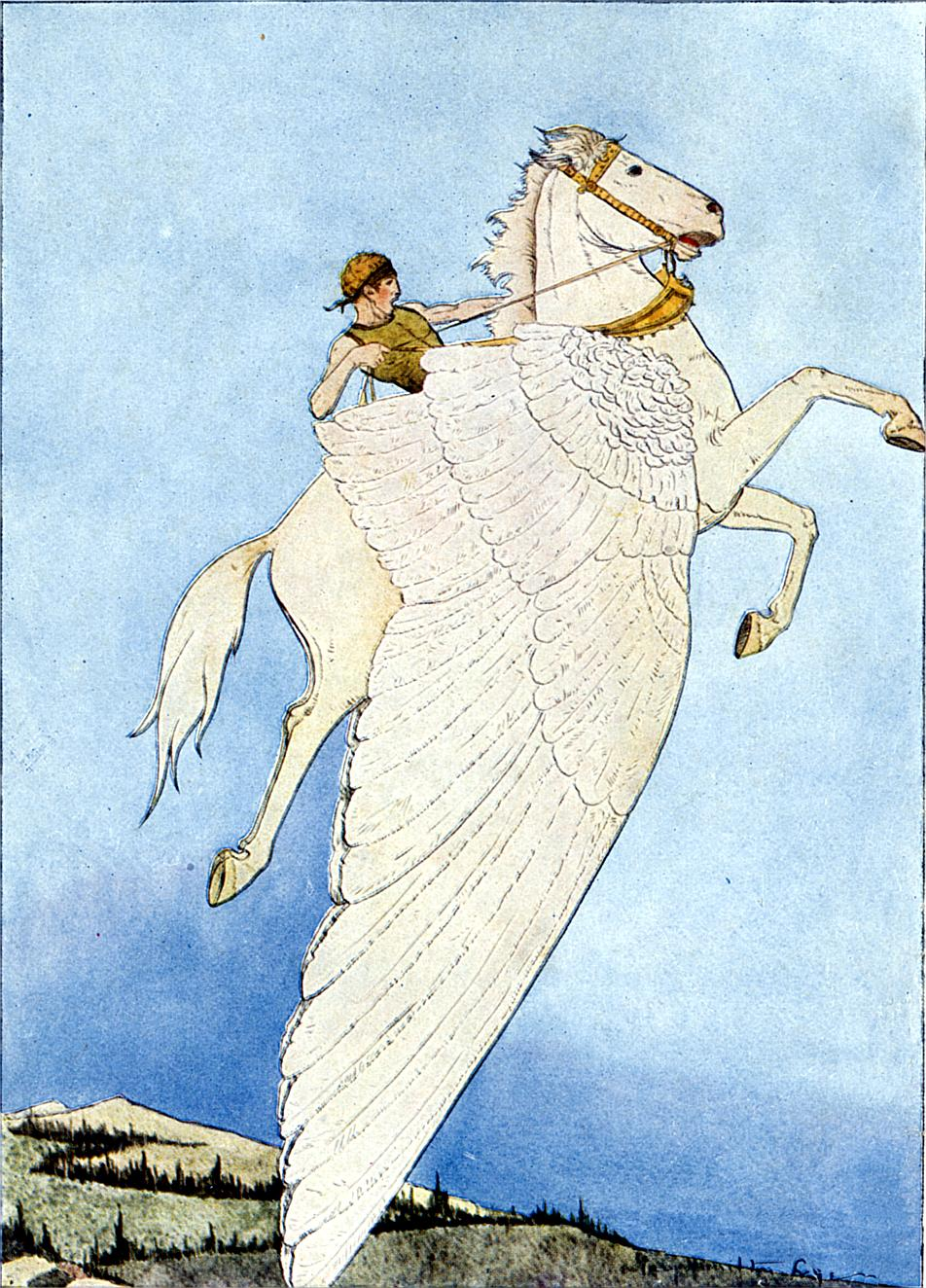
Pégase sur un dessin de Mary Hamilton Frye, 1914.

Le cheval ailé possède, comme son nom l'indique, une paire d'ailes, généralement à plumes et inspirées de celles des oiseaux, qui lui permet de voler dans les airs. Ses premières représentations datent du XIXe siècle av. J.-C., chez les proto-hittites. Il est possible que ce mythe se soit répandu chez les Assyriens ensuite, puis ait gagné l'Asie mineure et la Grèce. On le retrouve dans des régions aussi variées que la Chine, l'Italie, l'Afrique ou encore l'Amérique du Nord après sa colonisation par les européens. Il associe la symbolique habituelle du cheval à celle de l'oiseau, la légèreté et l'élévation. Le cheval ailé est lié à l'élévation spirituelle et à la victoire contre le mal. L'origine de l'iconographie et des traditions le mentionnant est probablement l'extase du chaman qui monte au ciel sur une créature ailée, généralement un oiseau. Dans toutes les pratiques chamaniques, l'homme qui entreprend un voyage spirituel est assisté d'un « animal qui n'a pas oublié comment on acquérait des ailes », faute de quoi il ne peut s'élever. Pégase est, tout comme le cheval ailé des Bambara, lié aux notions d'imagination, de vitesse et d'immortalité.

### Cheval solaire et ouranien

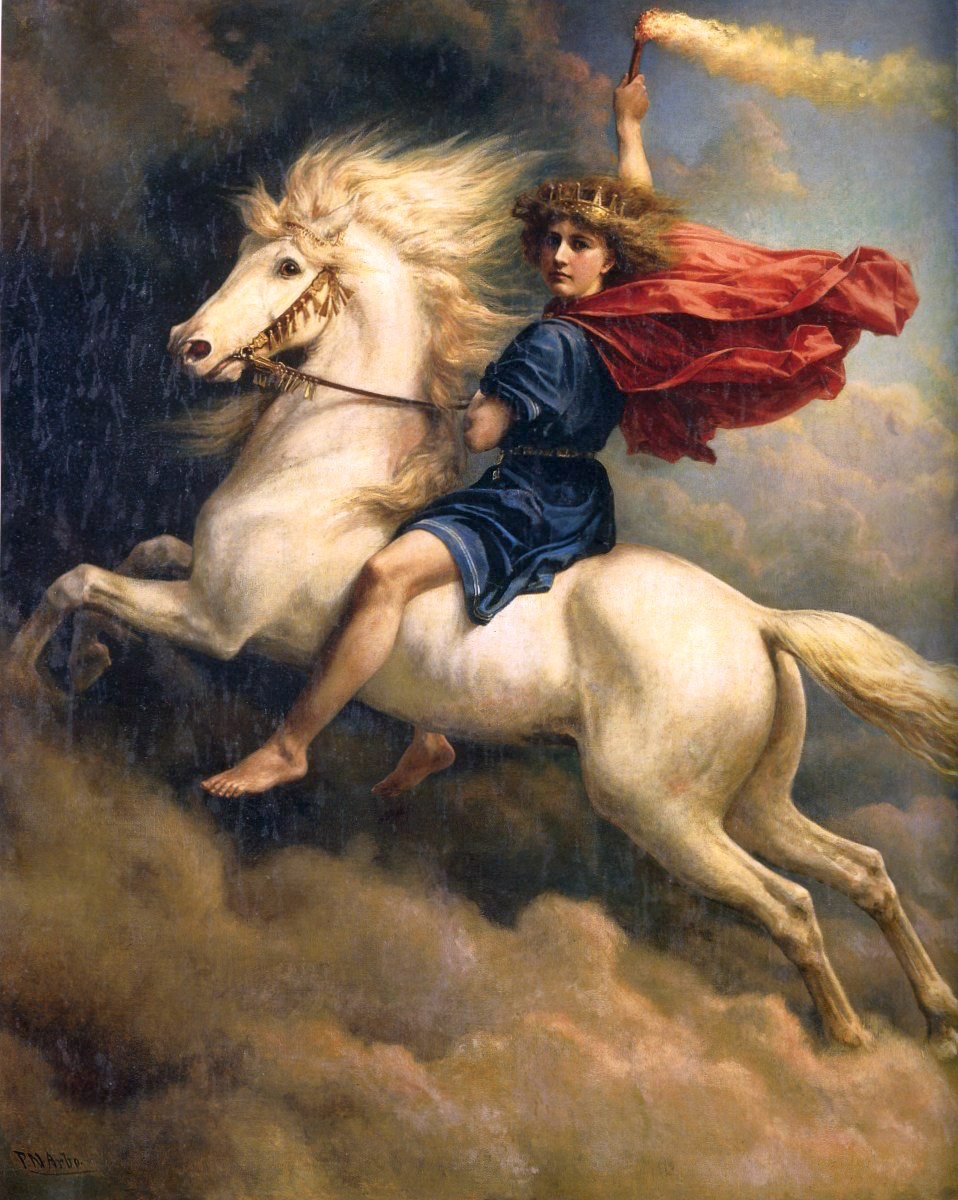
Dagr, peinture de Peter Nicolai Arbo, 1874.

L'association du cheval au soleil est connue dès l'âge du bronze : il semblerait que plusieurs peuples aient imaginé puis représenté le soleil sur un char afin de signifier son déplacement. L'ajout du cheval devant ce char pourrait aussi découler, selon Ernest Jones, de la perception première du cheval par l'homme comme celle d'un animal « brillant » : la racine linguistique indo-européenne pour signifier la brillance, MAR, aurait donné le mot anglais pour la jument, « mare ». La plupart des récits mythologiques témoignent d'une évolution dans cette association. D'abord assimilé lui-même à un cheval, souvent blanc, le soleil est anthropomorphisé pour devenir une divinité dont le cheval est un attribut. Ce cheval solaire est l'animal du culte phallique, de la fécondité et de la reproduction. En Chine, le cheval est typiquement yang.
Venceslas Kruta explique de nombreuses représentations artistiques chevalines de la période de Hallstatt par un lien avec une divinité solaire. Plusieurs auteurs supposent même que les premiers peuples celtes connaissaient un cheval solaire divin ou une divinité cavalière sidérale à la course rapide, et que le cheval était symbole du dieu solaire, ou du moins d'Eochaid Ollathair dans ses fonctions de maître du ciel,.
La plus ancienne attestation du cheval solaire figure dans le rituel sacrificiel de l'Ashvamedha, en Inde, qui comporte un hymne issu du Rig-Veda, disant que les dieux ont « façonné le cheval de la substance du soleil ». De plus, le soleil y apparaît sous les traits d'un cheval ou d'un oiseau. Le védisme connaît aussi un char solaire tiré par un ou sept animaux, les coursiers d'Indra ont « des yeux brillants comme le soleil ». Ils s'attèlent d'eux-mêmes à leur char au joug d'or, leur rapidité dépasse la pensée. Le nom du cheval indien, asha, a un rapport étroit avec la lumière pénétrante, incarnant le dharma et la connaissance. Les ashvins, jumeaux divins à tête de cheval nés de ces animaux, sont liés au cycle du jour et de la nuit. Ratnasambhava, symbole solaire, est représenté à cheval.
Chez les anciens scandinaves, cette association apparaît sur des dessins rupestres et de nombreux objets, le plus connu étant le Char solaire de Trundholm. Chez les germains, les mythes de Skinfaxi et d'Árvak et Alsvid renvoient à une monture cosmique dont la crinière créé le jour, et à un char solaire hippomobile, mais peu de liens pertinents sont connus quant à d'éventuels cultes solaires équins. Les peuples de l'Oural et de l'Altaï associent la terre au bœuf et le ciel au cheval mâle solaire.
Dans la mythologie grecque, Apollon remplace Hélios et son char attelé aux chevaux du soleil, mais conserve le cheval comme attribut. Le mythologie romaine popularise les coursiers du char d'Hélios en les nommant et en rapportant le mythe de Phaéton. Des cultes solaires et des courses en l'honneur de cet astre témoignent de cette association durant l'Antiquité, tant chez les romains à travers les courses de chars, que chez les Perses, à Salente, ou encore chez les grecs en Laconie et à Rhodes.
Un char solaire est attesté dans la Bible, (Deuxième livre des Rois, II), attelé de chevaux de feu, il emporte Élie dans le ciel. Verticaux et aériens, les chevaux marquent ici une rupture entre le monde céleste et le monde terrestre. L'Hortus Deliciarum, encyclopédie chrétienne médiévale, présente une miniature où un char solaire est traîné par des chevaux, probablement une reprise d'un thème antique.

### Le tonnerre et l'éclair
Gilbert Durand note que l'animal s'associe à « l'effroi devant la fuite du temps symbolisée par le changement et par le bruit », le plus souvent en lien avec les constellations aquatiques, le tonnerre et les enfers. Les « chevaux du tonnerre » sont caractérisés par leur galop bruyant, un son « isomorphe du rugissement léonin ». Carl Jung relève aussi cette analogie entre le cheval et l'éclair, et cite le cas d'une hystérique terrorisée par l’orage, qui voyait un cheval noir immense voler jusqu’au ciel à chaque fois que la foudre frappait. Les mythologies connaissent aussi des associations éclair-cheval, notamment avec le dieu hindou Yama. Enfin la cuisse du cheval était réputée détourner les éclairs « selon le principe similia similibus ».

## Importance de l'apparence
L'apparence du cheval possède aussi une signification symbolique, surtout en ce qui concerne sa couleur de robe. Ainsi, les Slaves et les Germains pourraient avoir fait des chevaux portant une raie de mulet et des robes rouannes un signe totémique. De nombreux documents islandais en vieux norrois mentionnent des chevaux dont le nom contient « Faxi », ce qui signifie « crinière ». Il pourrait s'agir d'une marque distinctive. Le cheval blanc et le noir sont les plus connus.

### Blanc

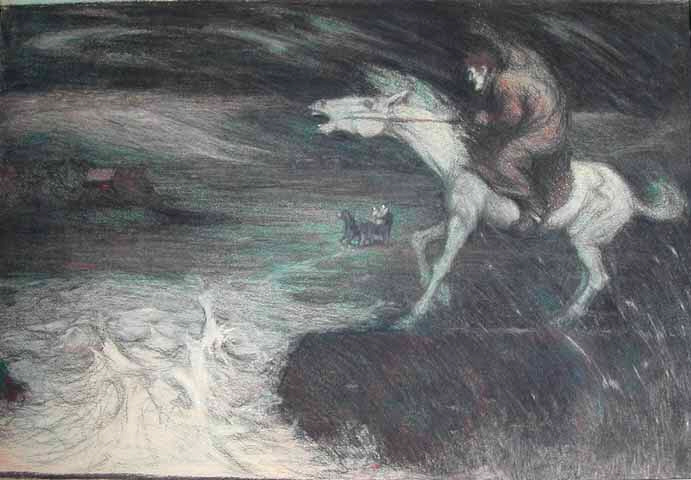
Le Schimmel Reiter, cheval blême du folklore allemand, par Franz Karl Basler-Kopp.

Le cheval blanc est le plus souvent, à l'image de Pégase, l'animal positif des sphères célestes, un symbole de majesté et de quête spirituelle : le Christ et ses armées sont parfois représentés sur son dos, l'animal porte les dieux, héros, saints et toutes sortes de prophètes tels le Bouddha. Kalki, avatar de Vishnou à venir, aura une forme de cheval blanc et combattra le mal qui ronge le monde. Svantovit, puissant dieu slave des Rugiens, possède un cheval blanc sacré. Henri Dontenville rapporte une croyance jurassienne en une dame blanche accompagnée de lévriers et de chevaux blancs, jouant une musique harmonieuse et élévatrice avec sa trompe.
Toutefois, des chevaux maudits de couleur blanche froide, vide, blême et pâle, « lunaires », « nocturnes, livides comme les brumes, les fantômes, les suaires », sont connus du folklore, à l'exemple de la blanque jument et du Schimmel Reiter. Leur blancheur a une signification inverse à celle des chevaux blancs ouraniens : ils évoquent le deuil, tout comme la monture blanche d'un des cavaliers de l'Apocalypse annonce la mort. Il s'agit d'une inversion de la symbolique habituelle à la couleur blanche, une « apparence trompeuse » et une « confusion des genres », devenue un archétype des chevaux de la mort. En Angleterre et en Allemagne, rencontrer un cheval blanc est signe de mauvais augure ou de mort prochaine.

### Noir
Ah ! Mes serviteurs, mes jeunes serviteurs !

Attelez les bœufs gris

Et les chevaux noirs,

Et allons à la recherche de mes jeunes années.

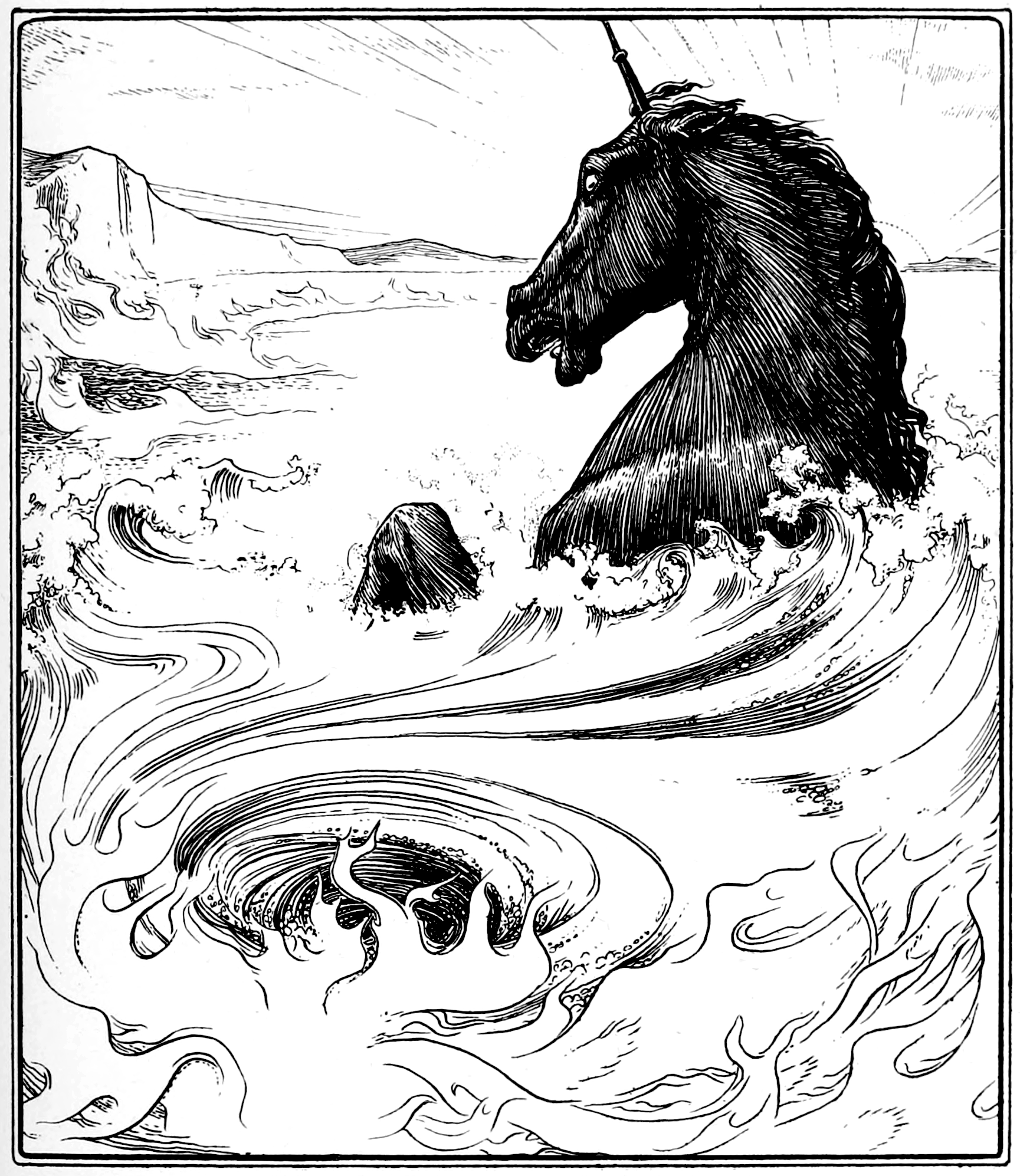
Le cheval noir (The black horse), illustration de John Dickson Batten dans More Celtic Fairy Tales.

En Europe occidentale, le cheval noir subit une déchéance symbolique comme la plupart des animaux de cette couleur (chat, corbeau…), vraisemblablement due à l'influence du Christianisme et de la Bible. Il y est désormais le plus souvent lié au Diable, aux enfers chtoniens et aux cauchemars, mais en Russie, il symbolise la vivacité et la jeunesse fougueuse, on le retrouve attelé au char des mariés.
Dans le légendaire breton, Morvac'h, qui est capable de courir sur les flots, n'est pas décrit comme maléfique bien que les conteurs racontent qu'il expire des flammes par les naseaux lorsqu'il galope. Le cheval noir est aussi une monture magique capable de parler dans un conte des More Celtic Fairy Tales, et un jeune homme ayant appris à se métamorphoser dans un conte populaire russe d'Alexandre Nikolaiévitch Afanassiév.
Le lutin Puck prend parfois l'apparence du cheval noir pour effrayer la population dans le folklore britannique. Dans un conte irlandais, Morty Sullivan monte un cheval noir qui est en fait le Phooka (Puck) déguisé, et le fait chuter.
Le chevalier noir est bien connu des traditions populaires et des écrivains. Dans la légende arthurienne, Perceval vainc un chevalier noir et emporte sa monture, cet épisode possède peut-être une symbolique alchimique en relation avec la couleur de l'animal.
Les films et la littérature récents, comme la saga de L'Étalon noir, ont donné une nouvelle image du cheval noir, celle d'un animal sauvage et fougueux qui ne peut être monté que par une personne unique, avec laquelle il partage un lien de confiance proche de la parenté totémique des légendes médiévales.

## Liens symboliques
Le cheval possède des liens étroits avec d'autres animaux ou créatures mythiques, tant d'après les mythes que d'après des découvertes historiques.

### Cervidés
Marc-André Wagner remarque une proximité symbolique entre le cheval et les cervidés, sans doute liée à la domestication du renne qui servait de monture dans les steppes nordiques eurasiennes avant le cheval. Un élément de preuve réside dans l'exhumation de chevaux scythes portant des masques à bois de rennes, un autre dans des dessins kazakhs et sibériens mêlant des traits équins à ceux de cervidés. Des tombes germaniques et celtes antiques ont révélé des cerfs et des chevaux enterrés de manière rituelle, sans doute pour favoriser l'accompagnement d'un guerrier dans l'au-delà. Il semblerait que les cervidés aient précédé le cheval dans ses fonctions de monture et d'animal d'attelage, ce qui induit aussi la perte du rôle psychopompe qui leur était initialement attribué au profit du cheval.

### Lutins

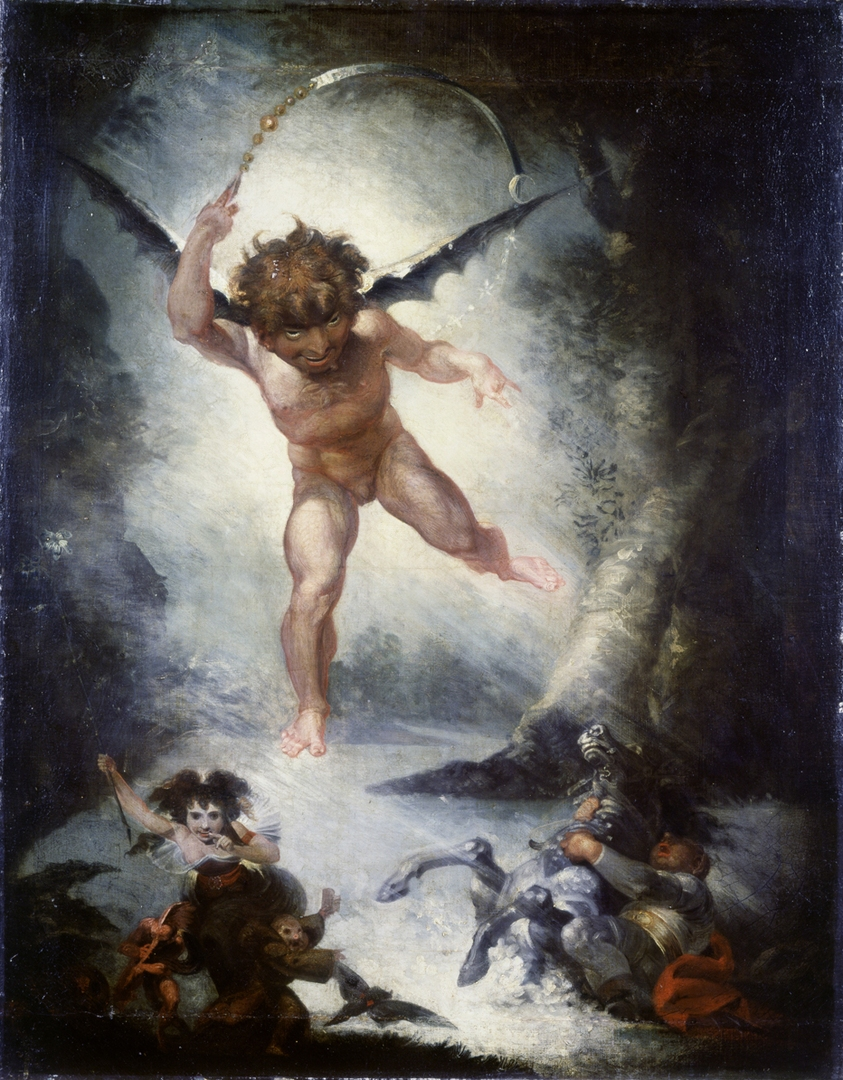
Puck, lutin issu originellement du Songe d'une nuit d'été, a rejoint le folklore britannique où dit-on il se change en cheval pour jouer des tours.

Comme le fait remarquer Anne Martineau, « il existe entre les lutins et les chevaux des liens très étroits. Si étroits que, dans les chansons de geste médiévales comme dans le plus moderne folklore, lorsque le lutin prend forme animale, il adopte presque toujours celle-là ». La raison semble liée, en plus du lien à l'élément liquide déjà évoqué plus haut, au fait que le cheval, animal familier des hommes, est aussi le plus approprié pour se rendre dans les univers féeriques et pour jouer les tours caractéristiques du lutin, tels que jeter un cavalier dans une mare de boue, une rivière ou une fontaine. Dans la littérature médiévale, Malabron (chanson de Gaufrey) et Zéphir (Perceforest) se changent en chevaux. Paul Sébillot rapporte des croyances populaires quant à plusieurs lutins-chevaux : le Bayard en Normandie, le Mourioche de Haute-Bretagne, Maître Jean, le Bugul Noz et la jument blanche de la Bruz. Dans les îles Britanniques, Puck (ou le Phooka) prend cette forme.
L'étude de Jean-Michel Doulet sur les changelins précise qu' « au bord de l'eau, les silhouettes du lutin et du cheval tendent à se confondre et à se fondre en un seul personnage dont le rôle est d'égarer, d'effrayer et de précipiter dans quelque mare ou rivière ceux qui les montent ». L'elficologue Pierre Dubois cite de nombreux lutins du foyer dont l'un des rôles attribués est de prendre soin des écuries, et d’autres plus sauvages, qui visitent les mêmes lieux durant la nuit en laissant des traces visibles de leur passage, par exemple en tressant les crinières des chevaux, un tour connu comme les nœuds de fée. Marc-André Wagner remarque le Kobold, lutin germanique du foyer vu comme « celui qui surveille et administre la Kobe, la hutte, le foyer, et par extension la maison ». Kobe pouvant également signifier « écurie », le Kobold serait le « gardien des chevaux », situé dans « l’espace intermédiaire entre la civilisation des hommes, l’élément sauvage et le monde surnaturel ».

### Serpents et dragons
Le dictionnaire des symboles relève quelques liens entre serpents, dragons et chevaux. Tous sont liés en premier lieu aux sources et aux fleuves, tel le cheval-dragon. Chevaux et dragons sont souvent interchangeables en Chine, tous deux associés à la quête de la connaissance et de l'immortalité. Ils sont opposés en occident, dans le duel du chevalier contre le dragon, le cheval symbolisant le bien victorieux, et le dragon la bête à détruire, comme l'illustre la légende de saint Georges.
L'un des chevaux fabuleux les plus connus d'Europe de l'Ouest, Bayard, est par son origine de cheval-fée né d'un dragon et d'une serpente sur une île volcanique tout comme par sa couleur un animal lié à la terre et au feu, incarnant l'énergie tellurique et la vigueur. Il pourrait être lui-même un dragon métamorphosé.